# Trelew
Trelew es una ciudad argentina del valle inferior del río Chubut, en el departamento Rawson, en el noreste de la provincia del Chubut en la Patagonia argentina. Se encuentra a 1451 km de Buenos Aires y a 17 km de Rawson, la capital provincial.
Se comenzó a formar en 1886, cuando se sancionó la Ley n.º 1539 el 20 de octubre de ese año (fecha que se toma como el aniversario de la ciudad), bajo el impulso de la inmigración galesa de fines de siglo XIX que colaboró con el tendido del Ferrocarril Central del Chubut.
Además, la ciudad es la más grande y poblada del valle inferior del río Chubut, con más de 106 662 habitantes.
Trelew está ubicada en el corazón del valle, posee una buena disponibilidad de agua y características agroclimáticas ideales para la agricultura y la ganadería. Se caracteriza por ser una de las tres principales ciudades dedicadas a la producción de cerezas, manzanas, frutas finas y productos regionales de exportación. La escuela agrotécnica Bryn Gwyn, ubicada entre la ciudad de Gaiman y Trelew, fomenta prácticas para la producción y sustentabilidad de frutas originarias de la Patagonia y de Gales como el sauco, calafate, rosa mosqueta, maqui, grosellas, guindas, corintos, cassis y el citrón. 
Es un importante centro comercial e industrial y constituye el polo textil lanero más importante del país. Allí se industrializa y comercializa el 90 % de la lana argentina. La producción sale por Puerto Madryn y Puerto Deseado, principalmente hacia el exterior.
En la ciudad se encuentra el Museo Regional Pueblo de Luis, donde se muestran aspectos históricos de la región relacionados con la colonia galesa y los grupos mapuches y tehuelches. El Museo Paleontológico Egidio Feruglio conserva restos del patrimonio paleontológico de la Patagonia y es uno de los más importantes de América del Sur y donde parten paleontólogos hacia el interior provincial para hacer importantes hallazgos. Además, la ciudad cuenta con el Aeropuerto Almirante Marcos A. Zar y la Base Aeronaval Almirante Zar, el Observatorio Astronómico y Planetario, el Salón San David, la Capilla Moriah y el centro comercial Portal Trelew. También, la ciudad es un importante centro industrial de la región. Antes, la ciudad tenía la Torre Omega, una de las antenas de telecomunicación más altas del mundo, con casi 400 m de altura. La ciudad de Trelew también sirve como base para actividades turísticas de relevancia nacional e internacional durante todo el año, conectando puntos de gran interés turístico como Península Valdés, Punta Tombo, Gaiman, el dique Florentino Ameghino y otros.
La ciudad forma un pequeño aglomerado urbano con las zonas rurales de Hendre, Drofa Dulog, Glyn Du, Treorky y Tres Sauces. Actualmente tiene 43 barrios.

## Toponimia

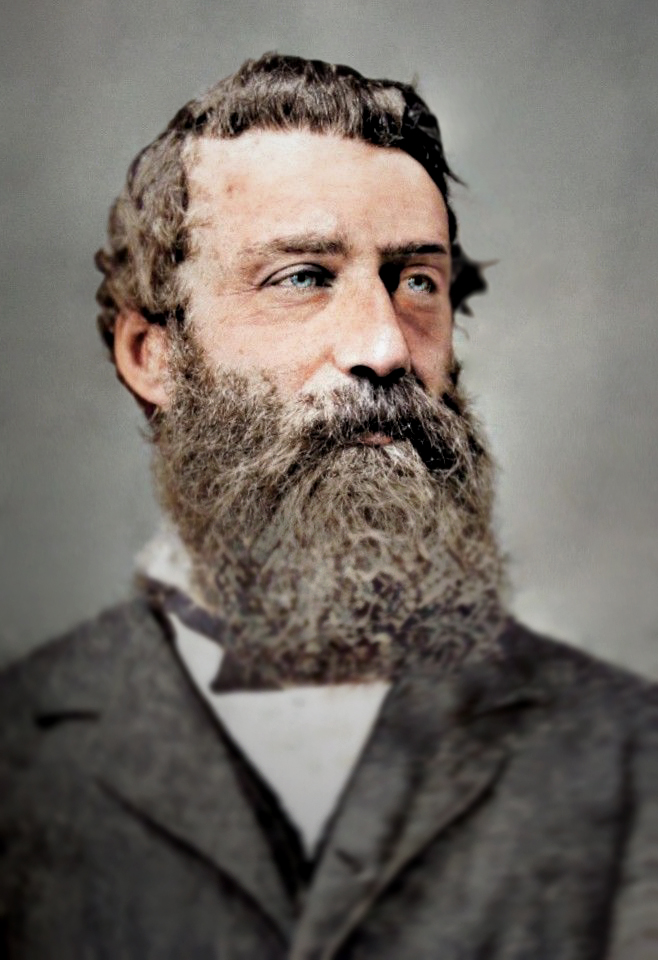
Lewis Jones

Su nombre, que significa “Pueblo de Luis” en idioma galés, hace referencia a Lewis Jones (Tref: pueblo en galés y Lew: apócope de Lewis), uno de los primeros colonizadores. El galés Jones fue quien impulsó la idea de construir un ferrocarril en la zona, a partir del cual la estación central es el punto donde nace esta ciudad.

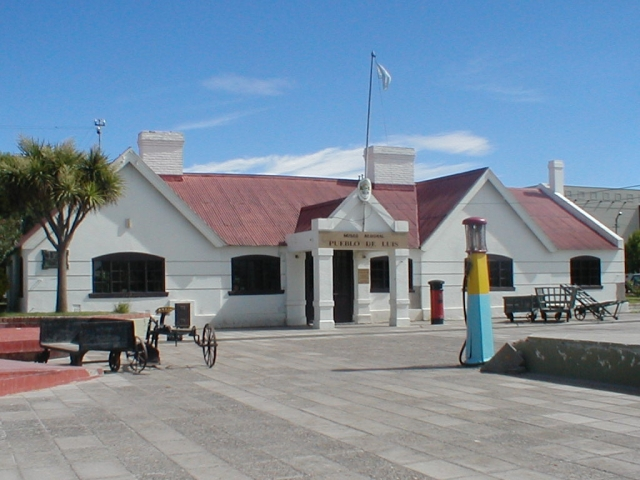
Museo Regional Pueblo de Luis, en la antigua Estación Trelew

## Gobierno
El poder ejecutivo lo ejerce un intendente elegido por períodos de cuatro años. El concejo deliberante, órgano legislativo, está formado por diez concejales, uno de los cuales es elegido anualmente entre sus pares para presidirlo, y las normas legales de alcance  municipal que el cuerpo emite se denominan ordenanzas. A su vez, el poder ejecutivo de la ciudad cuenta con varias secretarias, oficinas y direcciones. Ellas son: Dir. de Cultura, Dir. de Educación, Dir. de Empleo, Dir. de Servicios de Protección de Derechos del Niño y la Familia, Dirección de Deportes, Dir. de Tierras Fiscales, Dir. de Juventud, Órgano Municipal Regulador de Servicios, Oficina de Turismo, Dirección de Tránsito y Transportes, Dir. de Salud Municipal y Cord. de Viviendas Municipales. En el caso del Poder Judicial, la ciudad cuenta con un Tribunal de Faltas y un Tribunal de Cuentas.
Trelew al ser un municipio autónomo de la provincia del Chubut, cuenta con su  Carta Orgánica Municipal realizada en 2002.
Listado de  intendentes de Trelew (1958- actualidad):
- 1958 Domingo Vergalito
- 1962 Guillermo Mendizábal
- 1963 Pablo Vilá
- 1963 Alberto Echepare
- 1966 Mayor M. Silas López
- 1966 Juan Enrique Heinken
- 1968 Carlos Stroppiana
- 1970 Lino Amici
- 1972 Jorge Junyent
- 1973 César Mac Karthy
- 1976 Cap. de Corbeta Hipólito Colombo
- 1976 Alfredo Musante
- 1981 Norberto Boiero
- 1983 Alfredo García
- 1986 Gustavo Di Benedetto
- 1987 Jorge Pitiot
- 1991 Gustavo Di Benedetto
- 2001 José Gatica
- 2003 Horacio Gómez
- 2004 Gustavo Mac Karthy
- 2008 Gustavo Mac Karthy
- 2011 Máximo Pérez Catán
- 2015 Adrián Maderna
- 2019 Adrián Maderna
- 2023 Gerardo Merino

## Geografía
La ciudad de Trelew está localizada en el Departamento Rawson a los 43°14′ S 65°19′ O. A una altitud de 11 metros sobre el nivel del mar, en la zona denominada valle inferior del río Chubut y con una superficie total de 249 km² de ejido y 16 km² urbanizados, la ciudad de Trelew es la segunda más grande de la provincia luego de Comodoro Rivadavia. Se encuentra a 25 km de la desembocadura del Río Chubut en el Mar Argentino. Trelew forma parte del Sistema Urbano del Noreste (S.U.N.E.), junto con Rawson, Puerto Madryn, Gaiman y otras localidades menores.
La ciudad de raigambre agropecuaria, centro de comunicaciones y transporte, fue asiento de los técnicos del ferrocarril, tomando las características del pueblo galés en el trazado interno y la construcción de sus viviendas. Trelew es una de las ciudades más pobladas de la Patagonia; cuenta en la actualidad con una población estimada en 100 000 habitantes.
Está formado por terrenos llanos, suavemente ondulados, correspondientes a la planicie patagónica, con vegetación arbustiva, predominantemente “jarilla”, mata negra, neneo, alpatacos, etc. En los alrededores se encuentra la meseta patagónica, formada por estepa y bardas.

## Historia
El nacimiento de Trelew se halla íntimamente ligado a la historia de la colonización galesa. El 28 de julio de 1865, llega el barco "Velero Mimosa" con 153 inmigrantes galeses a las costas del Golfo Nuevo (actual Puerto Madryn) y se establecen unos kilómetros más al sur, sobre la margen izquierda del río Chubut, fundando las ciudades de Gaiman, Dolavon, Rawson -capital de la provincia- y Trelew, bautizada por los colonos como "Pueblo de Luis", en idioma galés, Tre: Pueblo y Lew: apócope de Lewis, por Lewis Jones, gestor principal de la concesión para construir el ferrocarril. Quedando oficializado por Decreto del Poder Ejecutivo Nacional del 20 de octubre de 1884, lo que se toma como la fecha de nacimiento de la ciudad.

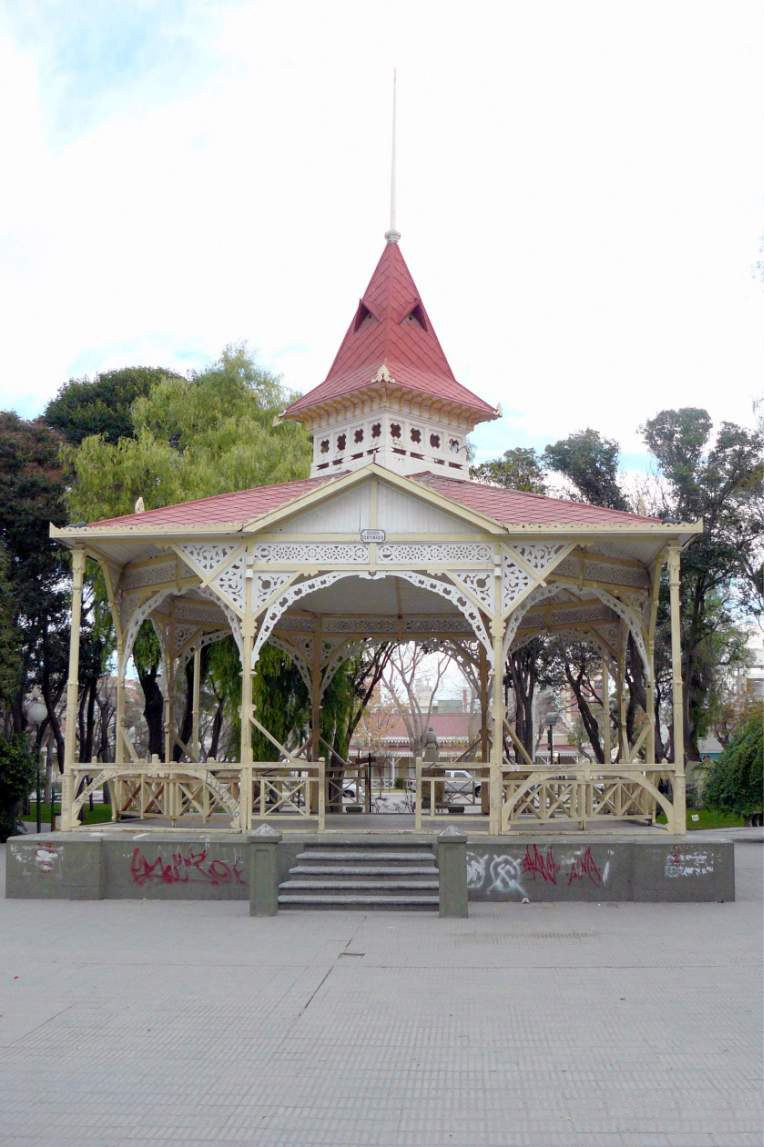
Gazebo del Centenario, plaza Independencia; inaugurado en 1910 para conmemorar el centenario del 25 de mayo.

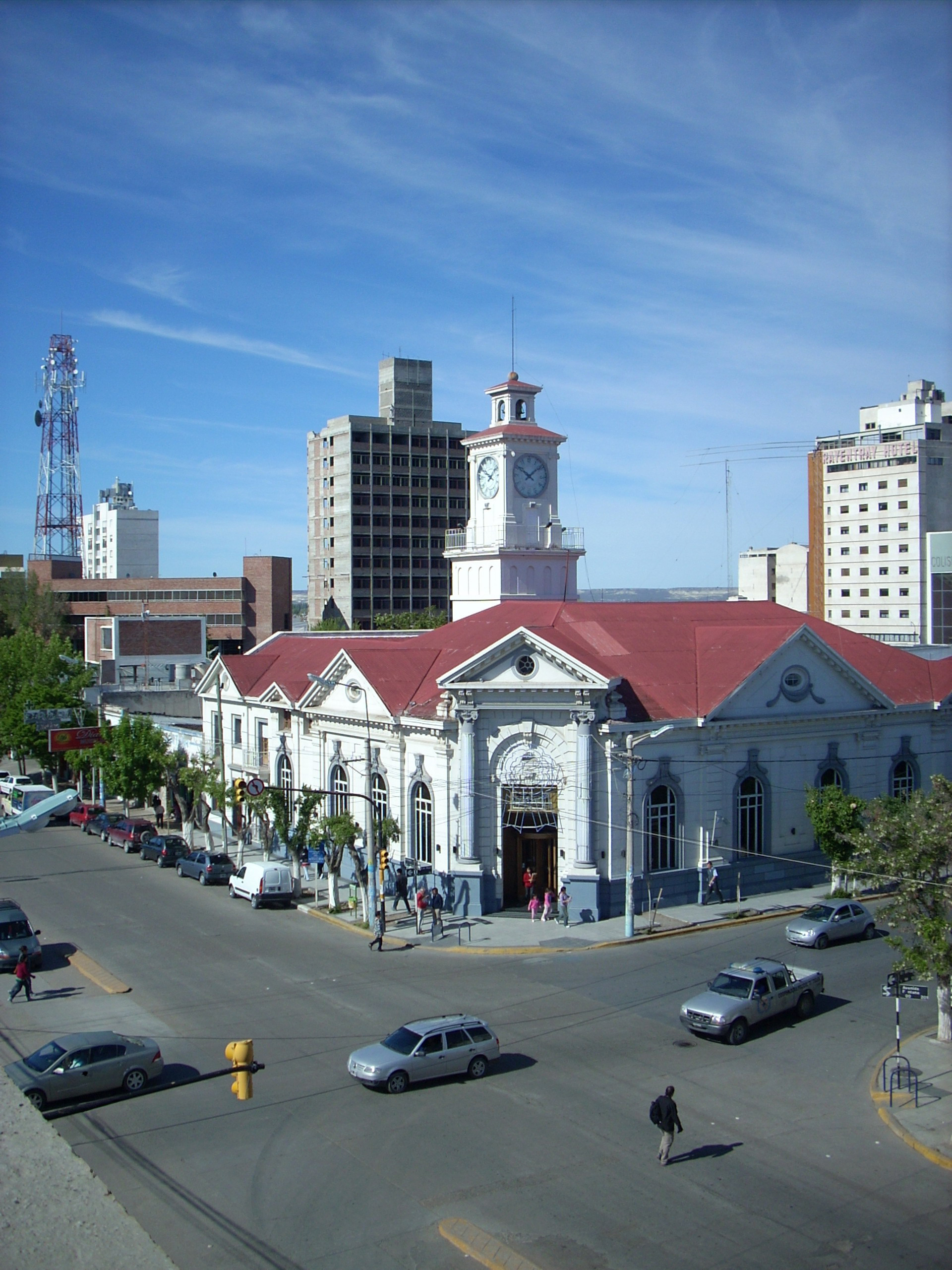
Banco Nación en Trelew

Trelew es una población que no surge de un acto formal de su fundación al estilo y manera de las realizadas por España en América. Fue la consecuencia de un grandioso esfuerzo procurando un avance definitivo para la Nueva Colonia (galesa) surgida en el Valle inferior del río Chubut, que hacía más fácil el traslado de los productos que la colonia comercializaba, con Buenos Aires y Gales.
Dentro de lo que es hoy la ciudad de Trelew existían tres chacras de la Colonia Galesa pertenecientes a Lodwig Williams, Peter Jones y Josiah Williams. En 1867, lograron resolver un grave escollo, el riego, trazando canales. Pero además afrontaban serias dificultades en cuanto a la comercialización de los productos, en especial el trigo, que era de excelente calidad, tal es así que fueron premiados en varias oportunidades. Nace así la idea de construir el ferrocarril, que uniría el valle con Bahía Nueva (hoy Puerto Madryn).
La iniciativa de los colonos galeses es recibida favorablemente por el Gobierno Nacional, y el 20 de octubre de 1884 se sanciona la Ley Nro. 1539, que autoriza las obras del ferrocarril. En la segunda mitad de 1886 comienza el tendido de las vías, desde los dos extremos: desde Pto. Madryn, 250 obreros solteros, bajo la dirección del Ing. Jones Williams, aprovechando la existencia de agua dulce y las ventajas de un relieve (frente a la Laguna Chiquichano) que protegía el emplazamiento de las inclemencias climáticas y de las periódicas inundaciones. También, llegaron para construir las vías y las edificaciones inmigrantes procedentes de España, Italia, Siria, Gales y Portugal.
El 25 de mayo de 1889 se inaugura oficialmente el Ferrocarril Central del Chubut, marcando el inicio de una nueva población, pues en torno a la estación surge un paraje donde se establecieron las primeras casas de comercio y las actividades complementarias como Banco, correo, transportes, hostelería, talleres; funcionando como área de servicios de la actividad agropecuaria que se desarrolló en el valle. Además se traslada desde Rawson la sede de la Compañía Mercantil del Chubut y se crea una comisaría.
Hacia 1891, Lewis Jones instala una imprenta y funda el periódico Y Drafod. En ese mismo año se celebra el primer Eisteddfod y la primera exposición agrícola. Hacía 1895, Trelew ya contaba con una iglesia angilicana, línea telegráfica, una escuela bilingüe galés-español, 58 casas, un molino harinero, una fábrica de cerveza y un juzgado de paz. A finales del siglo XIX, tenía alrededor de unos 200 habitantes.
Trelew dependió de la Municipalidad de Gaiman, lo mismo que Rawson (hasta 1899, que luego de formarse la municipalidad de Rawson, Trelew pasa a formar parte de él). Pero, en ese año sucedió una gran inundación que arrasó todo el valle, excepto Trelew (que al estar más alejada que el río sobrevivió); por lo tanto, fue de manera provisoria la capital de Chubut. Esta noticia les agradó mucho a los habitantes de esa época, e incluso le veían un gran futuro a Trelew; sin embargo, las aguas del río descendieron y la capital volvió a Rawson.
Recién en 1903 se creó por decreto firmado por el presidente Julio Argentino Roca y el ministro de Inferior, J.V. González la Municipalidad de la Ciudad de Trelew. El 18 de abril de 1904 se reunió el primer Consejo Deliberante compuesto por cinco miembros pioneros patagónicos. Fue elegido primer Intendente de Trelew el Sr. Edward Jones Williams, ingeniero que participaba en la construcción del Ferrocarril. Más tarde la ciudad recibiría a dos presidentes (Julio Argentino Roca y Marcelo Torcuato de Alvear), además de varios ministros.
Hacia 1905, Trelew cuenta con 375 habitantes y se crea una iglesia católica (María Auxiliadora) y un colegio. Además, arriba el primer automóvil y se crea el Diario El Chubut. Un par de años más, se coloca alumbrado público, teléfonos y un cinematógrafo.
En el año 1908, en Trelew, José Menéndez y Mauricio Braun unieron sus empresas y dieron origen a la Sociedad Anónima Importadora y Exportadora de la Patagonia (hoy La Anónima), que se inició como almacenes generales, con estancias y una flota naval de su propiedad.
Durante la primera parte del siglo XX fue una de las paradas de la Aeroposta Argentina S.A.. En 1910, para celebrar el Centenario Nacional se inauguró el Kiosco del Centenario, en la plaza Independencia.
Para 1915, se traza el plano de aguas corrientes y la ciudad crece unas 25 manzanas. Se funda el Salón San David, el Trelew Athetic Club, el Teatro Verdi, el club Independiente y aparece la primera usina eléctrica.
Otros de los hechos memorables de la ciudad fueron sus múltiples incendios, los que más se recuerdan fueron el que se produjo en la playa del ferrocarril, donde se quemaron 85 vagones; el de La Anónima en 1925; el del salón de actos y parte de la capilla del colegio salesiano en 1926, que provocó la caída del campanario, y el de los cuarteles. Al problema de la falta de elementos, y de bomberos, se sumaba la escasez de agua.
Hacia 1930, se crea el Aeroclub Trelew, el club Racing, el Rotary Club, la biblioteca y se comienza con la construcción del edificio municipal.
Ese mismo año, la revista Argentina Austral dice:

Trelew (...) tiene una población superior a 5.000 habitantes. Por su edificación compacta, delineación y estructura de sus cales, vegetación, alumbrado, etc., da la impresión del que lo primera vez lo visita, de encontrarse en algunos de los pueblos de la Provincia de Buenos Aires (...) la línea férrea, con varios trenes diarios, que lo unen con Rawson, Puerto Madryn, Gaiman, Las Plumas. (...) También cuenta con varias dependencias nacionales, a saber: el Banc de la Nación Argentina, Oficina de Tierras y Colonias, Distrito Militar N° 26, Estación Radiotelegráfica Nacional, etc. (...) Pero lo que mejor demustra el creciminto de Trelew y la importancia que le atribuye el gobierno de la Nación es la creación del Colegio Nacional de enseñanza secundaria (...) además (cuenta con) tres sociedades de socorros mutuos (española, italiana y francesa), existen varias instituciones de beneficencia, centros recreativos, tiro federal y tres clubes deportivos
Revista Argentina Austral 

Para 1940, ya cuenta con 60 manzanas y 5.100 habitantes. Se establece el Regimiento de Gendarmería Nacional N°3 y la ciudad empieza a tener red cloacal, matadero y cámara frigorífica. Para la década de 1950, se crea el periódico Jornada, llega la red de gas, se designa a Trelew como ciudad y se instalan fábricas textiles.
Para 1958 el presidente Arturo Frondizi decide la clausura del ferrocarril. Mientras que en 1961 la ciudad y la zona del valle del Chubut sufren la pérdida definitiva del ferrocarril Central del Chubut. Su cierre dejó la promesa de conexión con el resto del país inconclusa y 300 obreros desocupados.
En 1964, inicia sus transmisiones el Canal 3 en circuito cerrado y también la radio LU 20.
La ciudad es reconocida por la historia argentina del siglo XX por ser el escenario del asesinato de 16 miembros de distintas organizaciones armadas peronistas y de izquierda por marinos dirigidos por el capitán de corbeta Luis Emilio Sosa. Los sucesos tuvieron lugar en la madrugada del 22 de agosto de 1972, en la Base Aeronaval Almirante Zar, una dependencia de la Armada Argentina próxima a la ciudad y son conocidos con el nombre de Masacre de Trelew.
En 1983, se inaugura la sede de la Universidad de la Patagonia y en 1990 comienza la ampliación del aeropuerto para declararlo internacional. En 1997, se derriba la Torre Omega Trelew, una de las edificaciones más altas del mundo.
Recientemente, se comenzó un embellecimiento de la ciudad en las avenidas Gdor. Fontana, 9 de Julio y Lewis Jones. Con paseos peatonales, palco de festividades, renovación de veredas, plazas y monumentos nuevos, enterramiento de redes eléctricas, incorporación de equipamiento urbano, dársenas de estacionamiento, etc.
El 4 de junio de 2011, la ciudad se cubrió con ceniza del Volcán Puyehue lo cual provocó el cierre del aeropuerto y la suspensión de clases.

## Símbolos

### Escudo
El escudo de Trelew fue aprobado en el año 1965 por Resolución Municipal N°18/65.
El diseño corresponde a Jorge C. Rodríguez Nelly quien ha querido simbolizar la llegada del velero "Mimosa" que en el año 1865 desembarcó a orillas del Golfo Nuevo (hoy Puerto Madryn) con aquellos Galeses que vinieron y convirtieron estas tierras áridas en fértiles praderas.

En su parte inferior se representa simbólicamente estética edilicia, como una muestra de urbanización y en el fondo azul, se destaca el sol radiante como fuente de vida, trabajo y prosperidad, ese sol que alumbra sin discriminación de razas a todos los hombres de buena voluntad que quieran habitar nuestro suelo argentino.

### Bandera
En junio del año 2024 el intendente Gerardo Merino llamó a concurso público para crear la Bandera de Trelew, por ordenanza Nº 13801/24.
La bandera fue presentada el 20 de octubre del 2024, para el 138º aniversario de la ciudad. El diseño ganador fue el de Melina Gómez Gallo, que consiste en dos franjas horizontales de igual tamaño, de color verde en la parte inferior y celeste en la parte superior, con el "Kiosco del Centenario" en el centro de color blanco y techo rojo, y un sol naciente amarillo de 9 puntas en la parte superior del kiosco. En la parte inferior, en cada vértice de la franja verde, nacen 4 diagonales que se unen en el Kiosco.

## Clima
El clima es desértico, con precipitaciones muy escasas, alta luminosidad y evaporación, marcadas amplitudes térmicas y anuales. Las precipitaciones pluviales rara vez superan 200 mm anuales y su distribución a lo largo del año no permite definir a ninguna estación como típicamente lluviosa. La temperatura máxima oscila en 40 grados centígrados y la mínima en 10 grados bajo cero.
| Parámetros climáticos promedio de Trelew Aero (normales 1991-2020, extremos 1901-presente) | Parámetros climáticos promedio de Trelew Aero (normales 1991-2020, extremos 1901-presente) | Parámetros climáticos promedio de Trelew Aero (normales 1991-2020, extremos 1901-presente) | Parámetros climáticos promedio de Trelew Aero (normales 1991-2020, extremos 1901-presente) | Parámetros climáticos promedio de Trelew Aero (normales 1991-2020, extremos 1901-presente) | Parámetros climáticos promedio de Trelew Aero (normales 1991-2020, extremos 1901-presente) | Parámetros climáticos promedio de Trelew Aero (normales 1991-2020, extremos 1901-presente) | Parámetros climáticos promedio de Trelew Aero (normales 1991-2020, extremos 1901-presente) | Parámetros climáticos promedio de Trelew Aero (normales 1991-2020, extremos 1901-presente) | Parámetros climáticos promedio de Trelew Aero (normales 1991-2020, extremos 1901-presente) | Parámetros climáticos promedio de Trelew Aero (normales 1991-2020, extremos 1901-presente) | Parámetros climáticos promedio de Trelew Aero (normales 1991-2020, extremos 1901-presente) | Parámetros climáticos promedio de Trelew Aero (normales 1991-2020, extremos 1901-presente) | Parámetros climáticos promedio de Trelew Aero (normales 1991-2020, extremos 1901-presente) |
| Mes                                                                                        | Ene.                                                                                       | Feb.                                                                                       | Mar.                                                                                       | Abr.                                                                                       | May.                                                                                       | Jun.                                                                                       | Jul.                                                                                       | Ago.                                                                                       | Sep.                                                                                       | Oct.                                                                                       | Nov.                                                                                       | Dic.                                                                                       | Anual                                                                                      |
| ------------------------------------------------------------------------------------------ | ------------------------------------------------------------------------------------------ | ------------------------------------------------------------------------------------------ | ------------------------------------------------------------------------------------------ | ------------------------------------------------------------------------------------------ | ------------------------------------------------------------------------------------------ | ------------------------------------------------------------------------------------------ | ------------------------------------------------------------------------------------------ | ------------------------------------------------------------------------------------------ | ------------------------------------------------------------------------------------------ | ------------------------------------------------------------------------------------------ | ------------------------------------------------------------------------------------------ | ------------------------------------------------------------------------------------------ | ------------------------------------------------------------------------------------------ |
| Temp. máx. abs. (°C)                                                                       | 43.6                                                                                       | 41.0                                                                                       | 40.0                                                                                       | 35.2                                                                                       | 29.0                                                                                       | 26.8                                                                                       | 25.6                                                                                       | 26.6                                                                                       | 33.0                                                                                       | 35.0                                                                                       | 37.5                                                                                       | 39.9                                                                                       | 43.6                                                                                       |
| Temp. máx. media (°C)                                                                      | 29.3                                                                                       | 28.0                                                                                       | 25.4                                                                                       | 21.0                                                                                       | 16.1                                                                                       | 12.6                                                                                       | 12.4                                                                                       | 15.0                                                                                       | 17.6                                                                                       | 21.2                                                                                       | 24.8                                                                                       | 27.5                                                                                       | 20.9                                                                                       |
| Temp. media (°C)                                                                           | 21.6                                                                                       | 20.2                                                                                       | 17.9                                                                                       | 13.5                                                                                       | 9.5                                                                                        | 6.4                                                                                        | 5.9                                                                                        | 8.0                                                                                        | 10.4                                                                                       | 14.1                                                                                       | 17.4                                                                                       | 20.0                                                                                       | 13.7                                                                                       |
| Temp. mín. media (°C)                                                                      | 13.7                                                                                       | 12.6                                                                                       | 10.8                                                                                       | 7.0                                                                                        | 3.6                                                                                        | 1.0                                                                                        | 0.3                                                                                        | 1.9                                                                                        | 3.7                                                                                        | 6.6                                                                                        | 9.6                                                                                        | 12.0                                                                                       | 6.9                                                                                        |
| Temp. mín. abs. (°C)                                                                       | 3.4                                                                                        | 1.5                                                                                        | -1.6                                                                                       | -3.5                                                                                       | -8.5                                                                                       | -12.3                                                                                      | -13.2                                                                                      | -10.6                                                                                      | -7.0                                                                                       | -5.0                                                                                       | -2.0                                                                                       | 1.0                                                                                        | -13.2                                                                                      |
| Precipitación total (mm)                                                                   | 11.9                                                                                       | 23.5                                                                                       | 21.0                                                                                       | 23.3                                                                                       | 22.6                                                                                       | 25.4                                                                                       | 17.4                                                                                       | 14.1                                                                                       | 14.7                                                                                       | 18.1                                                                                       | 12.9                                                                                       | 13.2                                                                                       | 218.2                                                                                      |
| Días de precipitaciones (≥ 0.1 mm)                                                         | 3.9                                                                                        | 4.3                                                                                        | 5.2                                                                                        | 3.8                                                                                        | 6.6                                                                                        | 6.8                                                                                        | 5.6                                                                                        | 6.1                                                                                        | 5.9                                                                                        | 5.7                                                                                        | 4.6                                                                                        | 3.7                                                                                        | 62.1                                                                                       |
| Horas de sol                                                                               | 322.4                                                                                      | 279.7                                                                                      | 251.1                                                                                      | 210.0                                                                                      | 161.2                                                                                      | 138.0                                                                                      | 161.2                                                                                      | 179.8                                                                                      | 198.0                                                                                      | 248.0                                                                                      | 291.4                                                                                      | 294.5                                                                                      | 2739.4                                                                                     |
| Humedad relativa (%)                                                                       | 42.1                                                                                       | 49.8                                                                                       | 52.9                                                                                       | 56.9                                                                                       | 65.0                                                                                       | 67.5                                                                                       | 66.3                                                                                       | 59.7                                                                                       | 56.0                                                                                       | 49.7                                                                                       | 44.4                                                                                       | 41.4                                                                                       | 54.3                                                                                       |
| Fuente: Servicio Meteorológico Nacional                                                    |                                                                                            |                                                                                            |                                                                                            |                                                                                            |                                                                                            |                                                                                            |                                                                                            |                                                                                            |                                                                                            |                                                                                            |                                                                                            |                                                                                            |                                                                                            |

Otros datos:

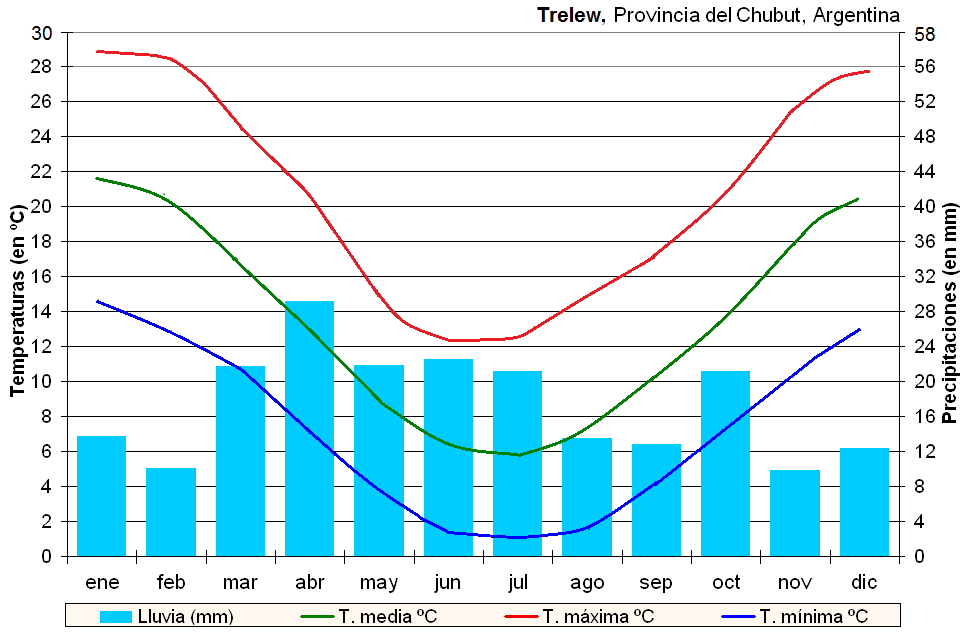
Climograma de Trelew

- Humedad relativa promedio anual: 54%.
- Velocidad promedio del viento (época estival): 30.1 km/h.
- Hay fechas en donde se concentran las lluvias, causando inundaciones en algunos barrios cercanos a los Pluviales Owen y Musters.
- Estaciones:[22]
  - Verano: tiempo caluroso al mediodía y primeras horas de la tarde. Mañanas y tardes agradables; noches agradables a frescas.
  - Otoño: días frescos, noches frías.
  - Invierno: tiempo frío moderado durante el día; noches muy frías.
  - Primavera: tiempo agradable durante el día, noches frescas a frías.

## Demografía
El censo 1980 dio 52 372 habitantes. Luego el censo 1991 arrojó 79 340 habitantes y el censo de 2001 89 547 habitantes. (50,9 % mujeres, 49,1 % hombres). Su ritmo de crecimiento sufrió una aminoración como casi toda la región patagónica creciendo +13,25 %, en comparación con 1991.En el año 2008 se estimó 114 333 habitantes para el 30 de diciembre de 2008 por la DGEYC de Chubut. Finalmente, el censo 2010 arrojó una población de 99.430 quedándose a un paso de los 100.000 habitantes. Esta población convierte a Trelew en la segunda ciudad más poblada de Chubut detrás de la populosa aglomeración Comodoro Rivadavia - Rada Tilly y 2.º en la subregión Patagonia austral. Situada como la 4.ª ciudad más poblada de Patagonia Argentina, en la que fue desplazada del podio por Bariloche en el censo 2001.
Tras el censo de 2022 se confirmó su estancamiento de crecimiento que la situó con 106.214 y unas 43.150 viviendas. Sin embargo, estos datos le bastaron para mantener la colocación provincial del censo anterior por muy poca diferencia sobre Madryn. Sin embargo, perdió el cuarto lugar en la región al ser levemente superada por Río Gallegos y General Roca.
| Evolución de la población desde 1905 al año 2022.                             |
|                                                                               |
| Fuente INDEC - Elaboración gráfica por Wikipedia - Trelew, Chubut, Argentina. |

La ciudad forma un pequeño aglomerado urbano con las zonas rurales de Hendre, Drofa Dulog, Glyn Du, Treorky y Tres Sauces. Junto a otras ciudades del Valle inferior del río Chubut y Puerto Madryn forman el 46 % de la población total provincial.
Trelew cuenta con 43 barrios.

### Colectividades
La ciudad cuenta con varias colectividades: galesa, boliviana, zíngara, española, italiana, portuguesa, sirio-libanesa, judía, china, chilena, peruana, tehuelche, mapuche, etc.
Trelew posee un delegado consular honorario de Italia, de Francia y un vicecónsul honorario de España.

### Expansión urbana

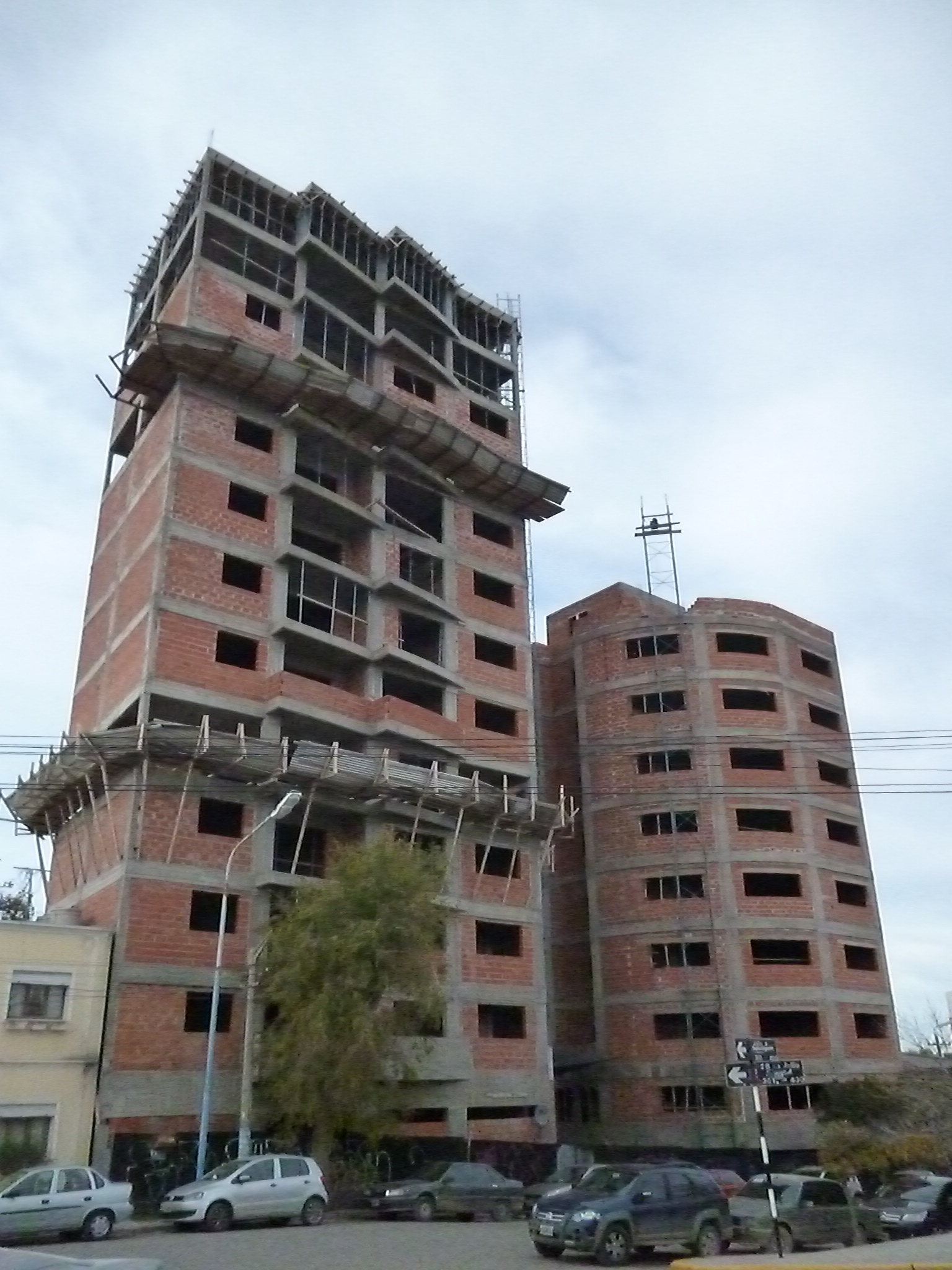
Edificio en construcción.

Actualmente, la ciudad tiene una expansión urbana hacia el Oeste y hacia el Sur, con viviendas provinciales, centros comerciales, fábricas, barrios privados, etc. También se construyen edificios de departamentos en el centro. Esto genera un colapso en los servicios públicos. En la ciudad ya más de 6 mil familias han recibido atención directa en material habitacional.
La ciudad crece con ayuda de migrantes rurales que se «urbanizan» formando poco a poco un amplio cordón de nuevos barrios.

## Economía

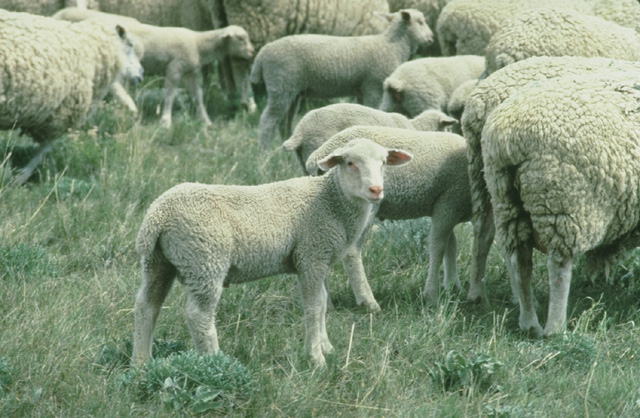
La actividad textil lanera es muy importante en la ciudad

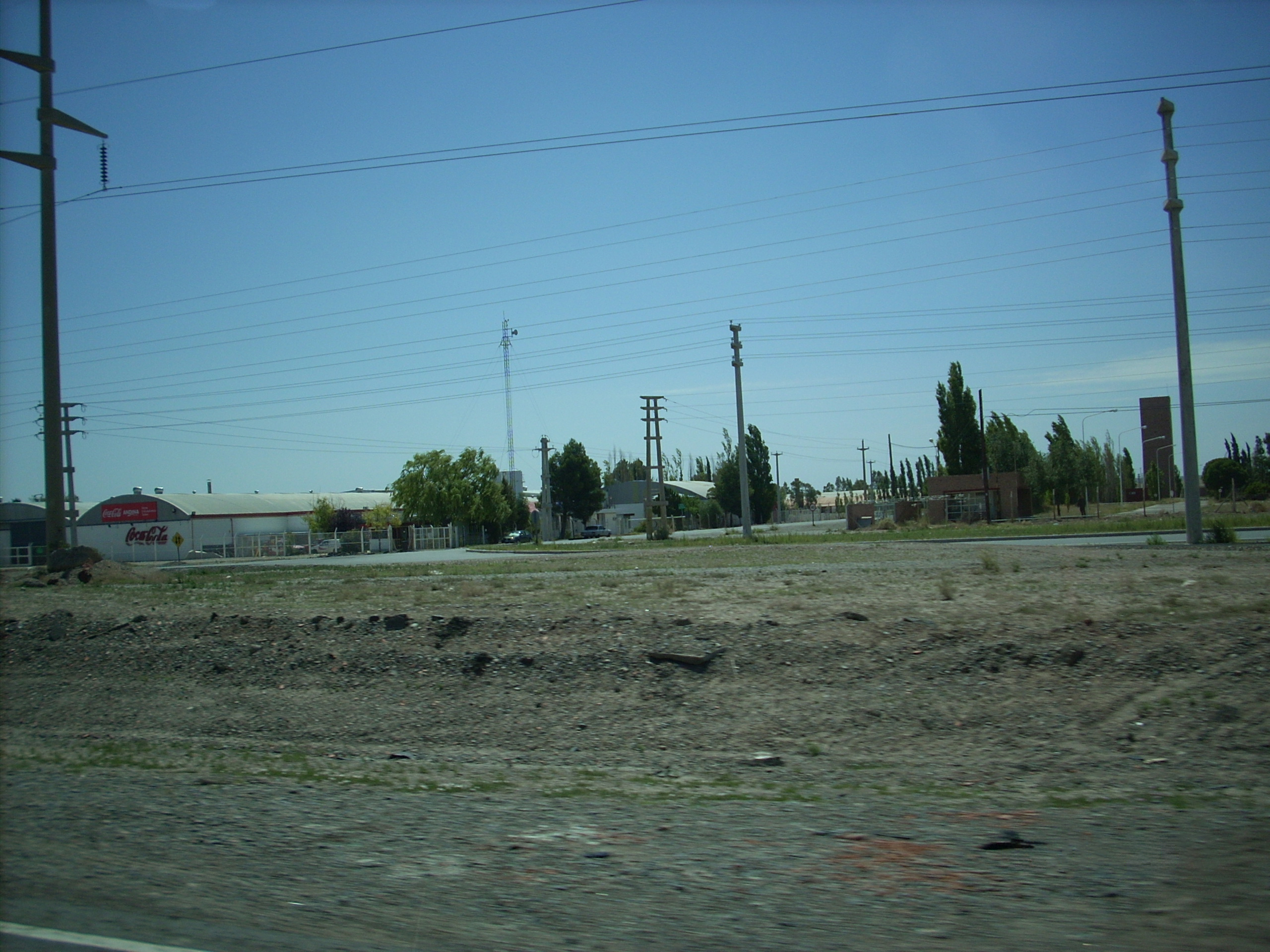
Vista del parque industrial de la ciudad

La ciudad presenta como principales actividades económicas, generadoras de valor agregado, a las siguientes:
- Agrícola - ganadera
- Industrial
- Turismo
- Comercio - bancaria

Estas actividades son complementadas con los servicios necesarios para el normal desarrollo de las mismas. Estos servicios le han dado gran importancia a la ciudad y es una de sus principales actividades comerciales.
La agricultura fue la primera actividad de la zona que se remonta a la llegada de los colonos galeses a fines del siglo XIX. Con sacrificio y esfuerzo transformaron la desembocadura del Río Chubut al Océano Atlántico en el Valle Inferior del Río Chubut, uno de los valles más australes del mundo.
En la actividad ganadera predomina el ganado ovino, en donde se industrializa y se comercializa el 95% de la producción lanera del país, contando actualmente con un registro de 4.044.239 cabezas en toda la provincia (según encuesta nacional agropecuaria 1996). Se lleva a cabo en las inmediaciones rurales de la ciudad y en estancias de la estepa patagónica. Todo esto hace que Trelew se convierta en el mayor "Polo de Desarrollo Lanero-Textil" de la Argentina.
La producción de lana es vendida en el mercado local y la carne también. En los últimos años ganó terreno en el consumo patagónico, como también a nivel nacional, el corderito patagónico al promocionarse en distintos ámbitos, hoy sin dudas es la comida representativa de la región tanto en Argentina como Chile.
El turismo es una de las actividades que se incorpora en los últimos años, fruto de la potenciación de los atractivos turísticos que rodean la ciudad. Esta actividad se complementa con una estructura en servicios de hoteles, centros gastronómicos y centros comerciales (Portal Trelew, el más importante), entre otros, todos ellos necesarios para la atención del turista.
La ciudad cuenta con mucha actividad comercial en el centro, en donde abundan los locales de ropa de primera y de segunda mano. También, en el centro, se encuentra la zona bancaria con los bancos: Banco Nación, BBVA Banco Francés, Banco del Chubut, Banco Hipotecario S. A., Banco Patagonia, Banco Santander Río, entre otros.

### Parque Industrial
El parque industrial se ubica al noroeste de la ciudad, sobre la Ruta Nacional 25. Su superficie es de 305 ha, de las cuales 202 corresponden al parque Pesado y 103 ha a la zona de actividades complementarias. Aquí se encuentran actividades de textil sintética, textil lanera, metalúrgica, constructora, transporte, química, plásticos, cerámicas, alimentos, entre otras actividades. La ciudad también posee un parque industrial liviano ubicado al sur, sobre la avenida Eva Perón.

## Educación

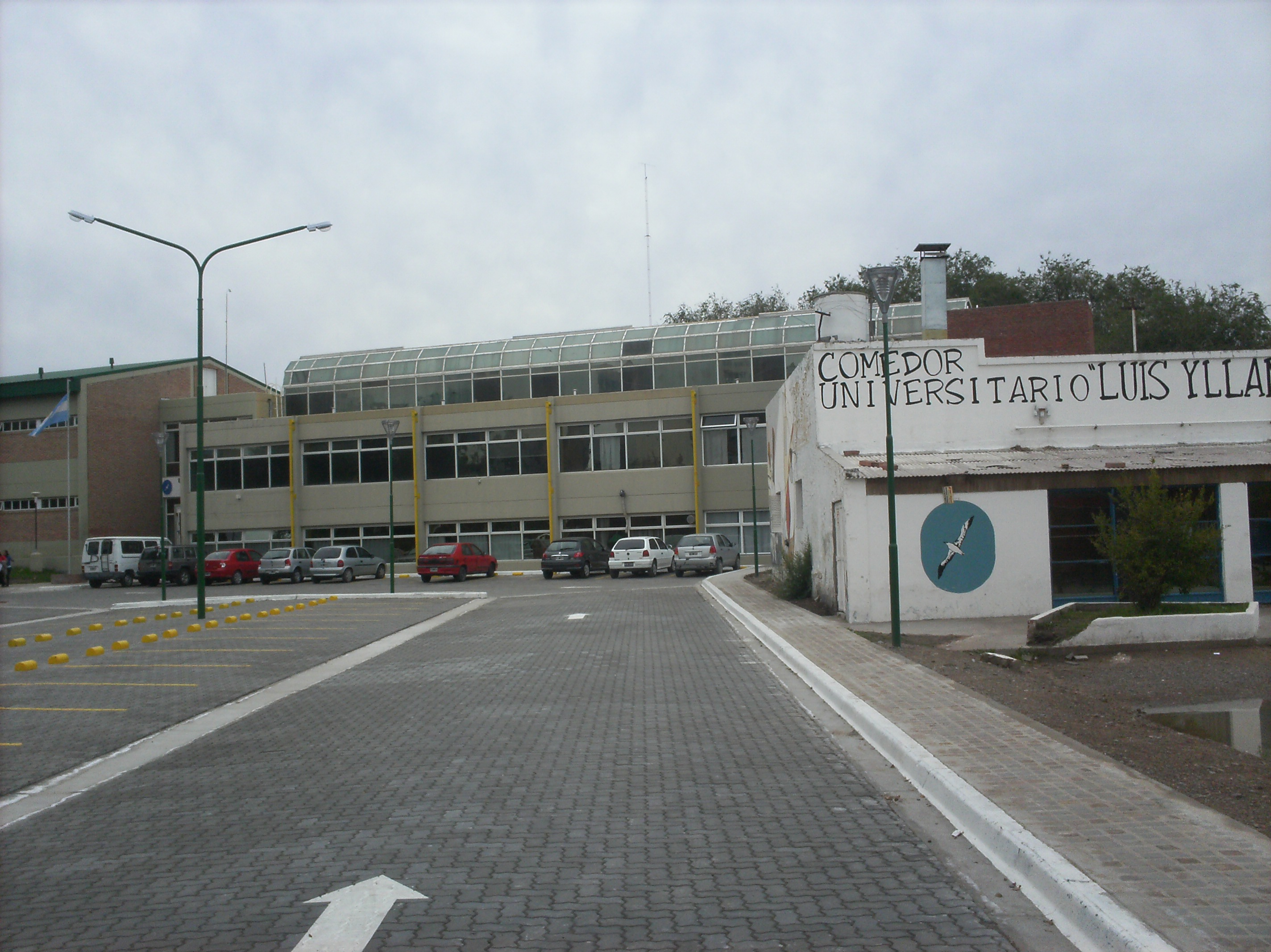
La sede de UNPSJB en Trelew.

La ciudad posee una delegación de la Universidad Nacional de la Patagonia San Juan Bosco siendo sede principal del decanato de la Facultad de Ciencias Económicas, y se dictan carreras de las Facultades de Humanidades y Ciencias Sociales, Ingeniería, Ciencias Naturales, Ciencias Económicas, y la Escuela Superior de Derecho.
El complejo ecosistema donde se asienta la sede Trelew de la UNPSJB, que encadena la meseta intermedia, la cuenca del Valle Inferior del Río Chubut y el litoral marítimo, es abordado multidisciplinariamente por las diferentes unidades académicas en los aspectos geográfico, biológico y ambiental. Así también en cuanto a la organización y planeamiento de las comunidades y su particular encuadre histórico, social, legal, económico, político, cultural y de infraestructura.
Con una matrícula de más de 4.000 estudiantes y un plantel docente que asciende aproximadamente a 450 profesores, la sede representa un núcleo crítico de actividades.
La universidad posee un comedor donde los estudiantes tiene la posibilidad de comer por un mínimo importe, pero a vez también lo puede hacer el resto de la comunidad. También se pueden hacer otras actividades, ya que es un espacio de reunión, talleres de lectura y escritura, eventos musicales, entre otros.
Dentro de la ciudad hay varias escuelas primarias, como la Escuela n.° 5 Domingo Faustino Sarmiento, y secundarias, como la Escuela Provincial de Educación Técnica n.º 748 (ex ENET n.º 1) en donde se imparten tecnicaturas en Electromecánica, Electrónica, Industrias de Procesos y Gestión organizacional. La Escuela de Bellas Artes es única en la Patagonia y hace que Trelew se consolide como un faro cultural y educativo de la región.
También existen instituciones educativas de índole religiosa como el Instituto María Auxiliadora y el colegio Padre Juan Muzio. Asimismo, existe el Instituto Privado Escuela Nueva que es el único colegio sin subvención estatal.
Además, la ciudad cuenta con varios talleres municipales: de música, manualidades, artesanías, literatura, danzas, computación, ajedrez, etc. para todas las edades. Y la Escuela Municipal de Artesanías, primera de estas características en la Patagonia con carreras de textil, metal, madera, cerámica, dibujo y diseño y comercialización.
En la educación terciaria también se encuentran los siguientes institutos: Centro de Estudios Trelew, Instituto de Enseñanza Superior, Instituto Superior de Gastronomía, Estudio de Computación PC&TOOLS (Trelewcomputacion) fundado en 1990, Instituto Patagónico del Profesorado de Inglés (IPPI), entre otros.

### Ciencia y tecnología

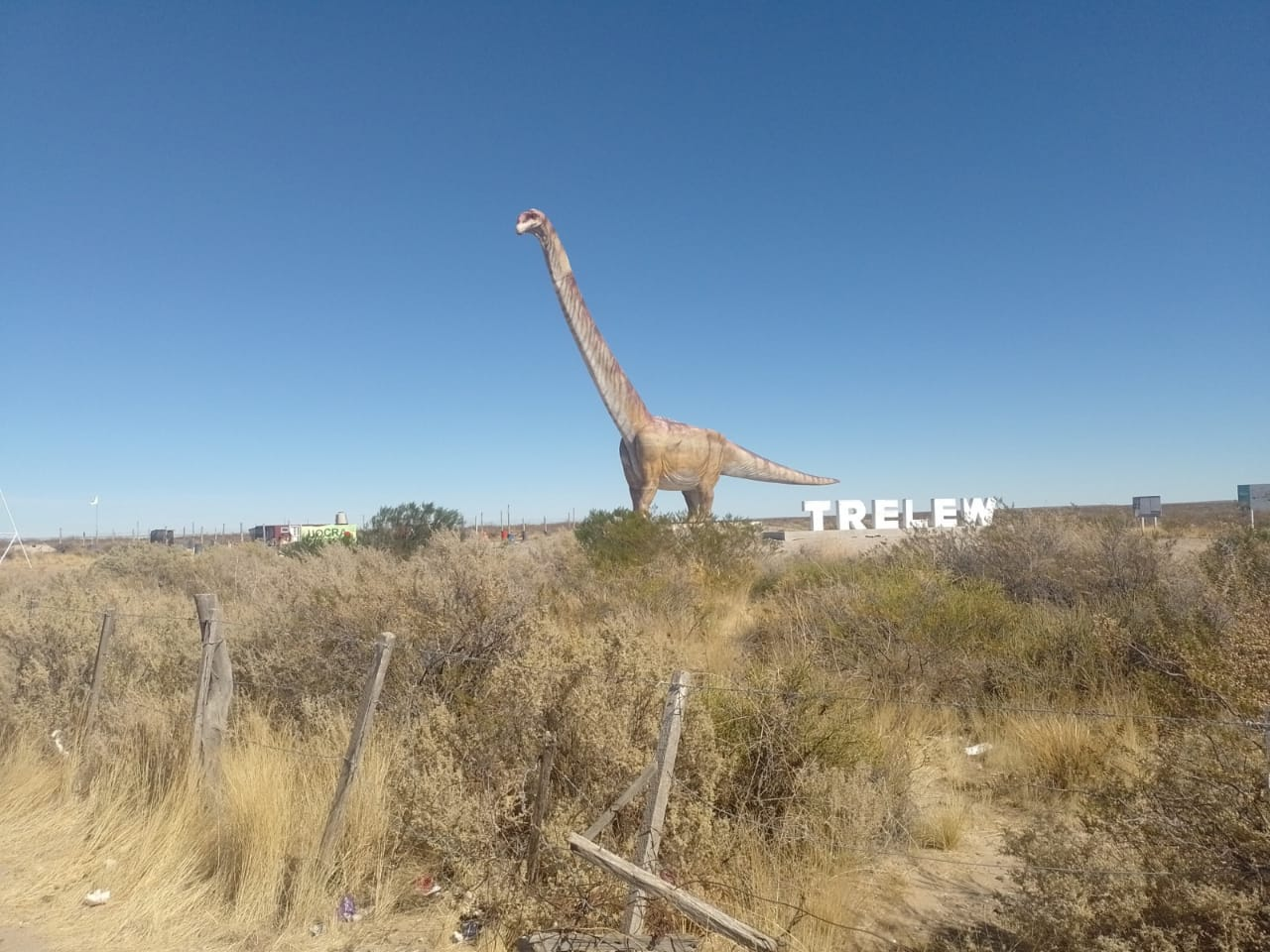

La ciudad alberga la cabecera regional del Instituto Nacional de Tecnología Agropecuaria (INTA) (abarcando Chubut, Santa Cruz y Tierra del Fuego) y la delegación regional Patagonia de la Comisión Nacional de Energía Atómica (CNEA). La ciudad también alberga dos núcleos importantes de investigadores en el Museo Egidio Feruglio, donde se realizan estudios paleontológicos, y el Laboratorio de Virología y Genética Molecular de la sede Trelew de la Facultad de Ciencias Naturales y Ciencias de la Salud (UNPSJB), donde se desarrollan estudios relacionados con microorganismos ambientales y de interés médico.

## Ecología
En el centro de la ciudad se encuentra la Laguna Chiquichano, en donde se puede apreciar y disfrutar de las aves que allí habitan (en especial flamencos), a través de largas caminatas, un recorrido por las bicisendas, contemplar el paisaje a orillas de la misma, hacer deportes en sus canchas o visitar el polideportivo y el observatorio de la ciudad. También en verano hay conciertos al aire libre.
A 7 km de la ciudad se encuentran las Lagunas del Ornitólogo, en donde se pueden observar flamencos australes, faloropos comunes, dos especies de gaviotas, biguás y a tres especies de macaes. La vegetación del lugar es típica de una zona árida, con canto rodado, siendo un lugar sumamente atractivo para encontrar aves que no se observan en el desierto. Es un lugar muy poco conocido y un poco difícil de acceder.
El problema ecológico más importante de la ciudad es el de la laguna Negra, que es el vertedero de cloacas de Trelew, el cual crece rápidamente pudiendo hacer visible desde vistas aéreas de la ciudad el gran tamaño de esta laguna. Hay un proyecto de tratar las aguas y verterlas al río Chubut, pero generó controversias ya que podrían contaminar las aguas del río.
En el 2010 se sancionó una ordenanza que prohíbe fumar en lugares públicos, bares, restoranes y negocios. Se la conoció como: «Trelew Libre de Humo».
Otro de los problemas ambientales de la ciudad es la basura. Desde 2013, se puso en marcha la Gestión Integral de Residuos Sólidos Urbanos (Girsu), de la que participan los municipios del valle inferior y de la península Valdés (Rawson, Gaiman, Dolavon, 28 de Julio, Puerto Madryn y Puerto Pirámides). A partir de mayo, se comenzó con la separación en origen entre basura seca y húmeda. El viejo basural quedó cerrado y los residuos son llevados a las cercanías de la ex Torre Omega, donde existe una planta de separación y transferencia de residuos, como así también un relleno sanitario.

## Deportes
- Fútbol: el Club Independiente de Trelew, el más antiguo de la ciudad, cuenta con su máximo logro en su breve participación en el Campeonato Nacional Argentino de Fútbol en 1972 de la AFA. A nivel nacional también se destaca Racing Club, que actualmente disputa el Torneo Federal B, la cuarta categoría de fútbol nacional. Además, Trelew es sede de la Liga de fútbol Valle del Chubut.[40] En ella también participan otras instituciones, como el Club Social y Deportivo Huracán, la Asociación Civil y Deportiva Mar-Che, el Club Social y Deportivo Alberdi, el Club Social y Deportivo Los Aromos y el club Ever Ready.
- Básquet: Los clubes Club Social y Deportivo Huracán y Racing Club son los clubes en la actualidad con mejores instalaciones y equipos de ambos deportes. Actualmente, Huracán tiene participación a nivel nacional, disputa desde el 2011 el Torneo Nacional de Ascenso, segunda división nacional. Además, junto con Racing participan actualmente en los torneos de la liga zonal, la Asociación de Básquet del Este del Chubut (ABECh).
- Vóley: el equipo Chubut Vóley (de Trelew) participó en la Liga Nacional de Vóley, el cual llegó a importantes instancias en el campeonato nacional.
- Rugby: los clubes Patoruzú Rugby Club y Trelew Rugby Club compiten en diversos campeonatos regionales.
- Taekwon-Do ITF: la Escuela de Taekwon-Do ITF de Raúl Cruz (V dan ITF) consiguió gracias a Ramiro Jara (I dan ITF) el campeonato mundial dos veces seguidas.
- Atletismo
- Triatlón: Javier Staib campeón sudamericano de triatlón año 2005. 3.º panamericano Bogotá - Colombia de 2005. Y Leandro González Bonet es un atleta con casi 20 años de trayectoria y que ha ganado varios trofeos.
- Boxeo: Lucas Matthysse, que ganó el título interino del CMB en la categoría superligero.
- Natación: la ciudad cuenta con un natatorio municipal y dos escuelas de natación.
- Hockey: la Asociación de Hockey Valle del Chubut tiene su cede en esta ciudad.
- Futsal: la Asociación Kiñewen de Futsal.
- Aikiken Kempo: el Instituto Aikiken enseña esta arte marcial aquí.
- Tenis: Trelew Tenis Club, que recientemente inauguró nuevas instalaciones, las cuales poseen cuatro canchas techadas con iluminación para televisión y cinco canchas al aire libre.[41] El Club San Benito además enseña tenis en la ciudad.
- Balonmano: La Asociación de Balonmano del Valle se encuentra afiliada a la Federación Chubutense de Balonmano desde el año 2005. Cuenta con más de 450 jugadores que representan a la Ciudad a nivel Provincial y Nacional en distintas categorías. Los clubes que la componen son: Club Atlético Independiente, Muzio Balonmano Club, Centro de Educación física N°26 (CEF N°26) y Club Social y Deportivo Cumehue.
- Anualmente se desarrollan los Juegos Evita, que incluyen varios deportes (fútbol, vóley, etc.).
- Automovilismo: la ciudad cuenta con el Autódromo Mar y Valle.
- La ciudad cuenta con un polideportivo recientemente inaugurado y un Centro de deportes municipal.
- Turf: La ciudad cuenta con un Hipódromo ubicado cerca del Autódromo Mar y Valle.
- Hay tres gimnasios municipales: Municipal 1, Municipal 2 y Municipal 3.
- Ajedrez: en 2.007 se creó el Club de Ajedrez Capablanca, el cual forma parte de la Federación de Ajedrez Chubutense (FACh). Actualmente funciona en Roca 1357.

## Cultura y turismo

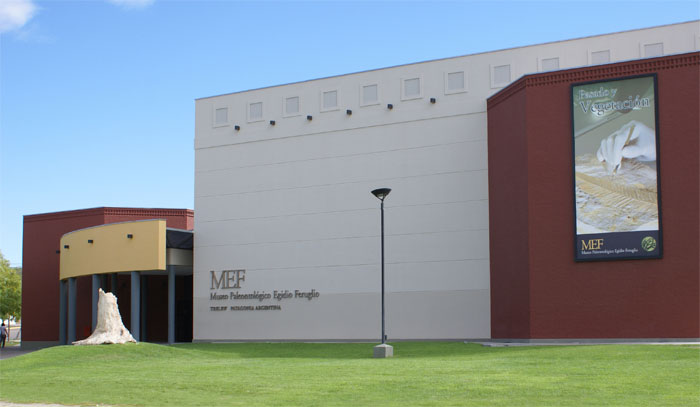
Frente del MEF

En Trelew se realiza anualmente el Eisteddfod, a fines de octubre, un festival tradicional que recibe invitados de todo el país y de la lejana Gales, y que constituye una expresión cultural única de la cultura galesa en Sudamérica.
La ciudad cuenta con el Cine Coliseo Trelew, el Espacio INCAA km 1.460, un centro cultural, dos bibliotecas municipales y dos teatros: el Español y el Verdi. El Museo Municipal de Bellas Artes, muestra exposiciones de pintura, dibujo, escultura, grabado, fotografía, etc. Hace poco, se inauguró la primera Escuela de Bellas Artes de la Patagonia.
En el Aeropuerto Viejo (al norte de la ciudad), se encuentra el centro cultural Para La Memoria, con datos principalmente de la Masacre de Trelew y de la última dictadura militar.

### Museo regional Pueblo de Luis (exestación Trelew)
El Museo regional Pueblo de Luis Funciona desde 1984 en la antigua estación del ferrocarril de la ciudad de Trelew, declarada Monumento Histórico Nacional en el año 1969. Su nombre es en homenaje a uno de los impulsores de la colonización galesa en esta región. El edificio fue levantado en 1889, cuando cerró el ramal ferroviario del Ferrocarril Central del Chubut. Este museo protege y resguarda los objetos que testimonian los comienzos de la ciudad. Se concentra en nuestros antepasados, tehuelches, mapuches, los testimonios de los viajeros que exploraron las costas entre 1520 y 1865, la inmigración y colonización galesa, y primeros pobladores de la ciudad. Cuenta con siete salas de exposición que ofrecen al visitante aspectos históricos de nuestra zona reflejando nuestra identidad local. Se exhiben objetos utilizados para el tendido del ferrocarril en la provincia y elementos relacionados con otras colectividades que integraron las colonias. Dirección: Av. Fontana y 9 de Julio.

### Gastronomía y vida nocturna[42]

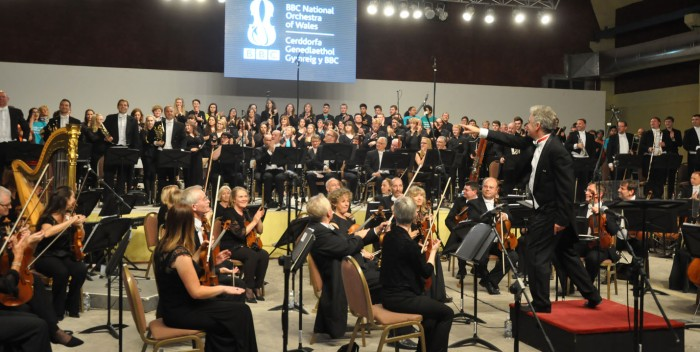
La Orquesta Nacional de la BBC de Gales tocando en Trelew, Provincia de Chubut, Argentina.

Cuando cae el sol la ciudad de Trelew está lista para recomponer las fuerzas perdidas en la jornada. Singulares recorridos naturales y culturales solo se completan con una extensa gastronomía que va desde comidas rápidas hasta cocina gurmé. La cocina patagónica ya ha ganado lugar y fama, la utilización de productos, materias primas y recursos dieron origen a una identidad culinaria que se abre caminos en el país y en el mundo. El cordero patagónico al asador o en todas sus variantes es el estandarte, los pescados, mariscos, escabeches, salsas especiales y postres elaborados con productos regionales, son el complemento sumado al té galés.
El centro de Trelew adquiere vida propia y no alcanza una sola vuelta para ir y venir de un café o bar a otro, la recreación nocturna es para todos los gustos. Si la opción es divertirse toda la noche, el Casino Club Trelew enclavado en el corazón de la ciudad, es un ámbito de recreación extraordinario con el más alto nivel de calidad, confort y tecnología. Además de disfrutar de las más diversas alternativas de entretenimiento, y una magnífica oferta gastronómica, podrá participar de los más variados shows musicales. En el barrio San Benito, hay pubs y boliches que se encuentran abiertos todas las noches.
Para los más chicos, Exploradores en Pijamas en el Museo Paleontológico Egidio Feruglio (MEF) es una aventura para dormir cuidando a los dinosaurios.

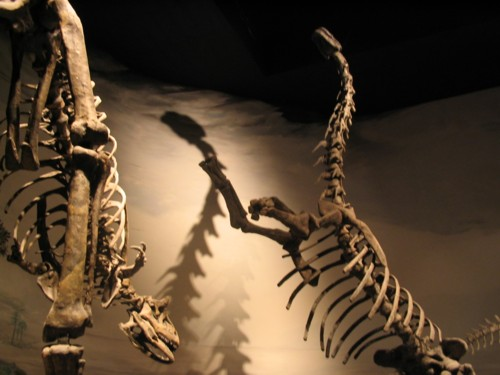
Museo Paleontológico Egidio Feruglio.

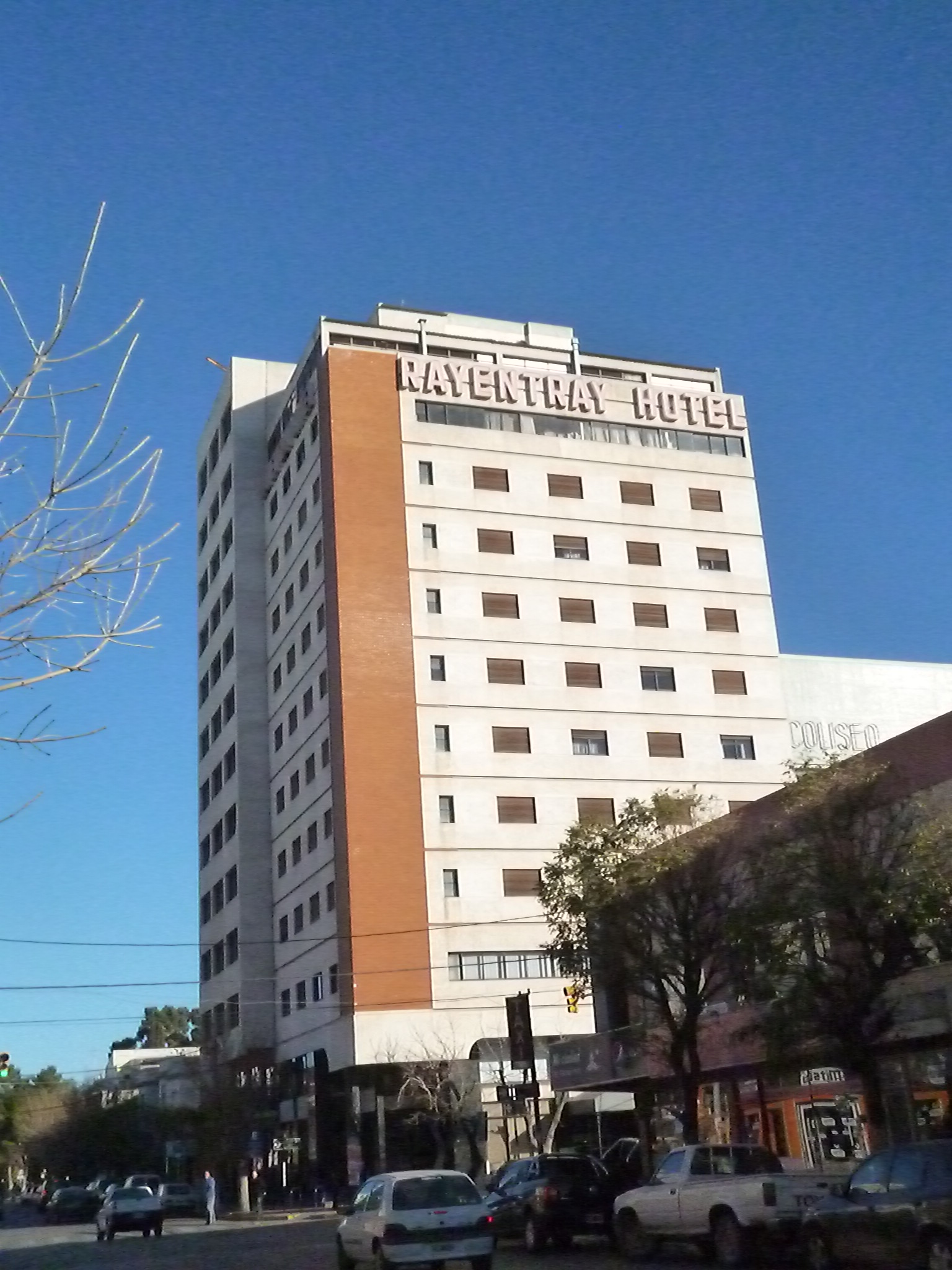
Hotel Rayentray.

### Algunas fiestas en la ciudad[43]
- Octubre: Aniversario de la ciudad, Expo Trelew, Fiesta Provincial del Pingüino y Eisteddfod.
- Julio: Fiesta del Desembarco.

### Principales sitios de interés
- Museo Regional Pueblo de Luis,
- Museo Paleontológico Egidio Feruglio,
- Bosque Petrificado Florentino Ameghino sitio de interés paleontológico,
- Hotel Touring Club,
- Farmacia Molina, de 100 años, declarado interés municipal en el 2014
- Salón San David,
- Museo Municipal de Artes Visuales,
- Capillas galesas: Tabernacl y Moriah,
- Parque de la Laguna Chiquichano
- Observatorio Astronómico y Planetario,
- Iglesia María Auxiliadora (en la ciudad) y
- Punta Tombo,
- Valle inferior del río Chubut (fuera de la ciudad),
- entre otros.

### Hoteles

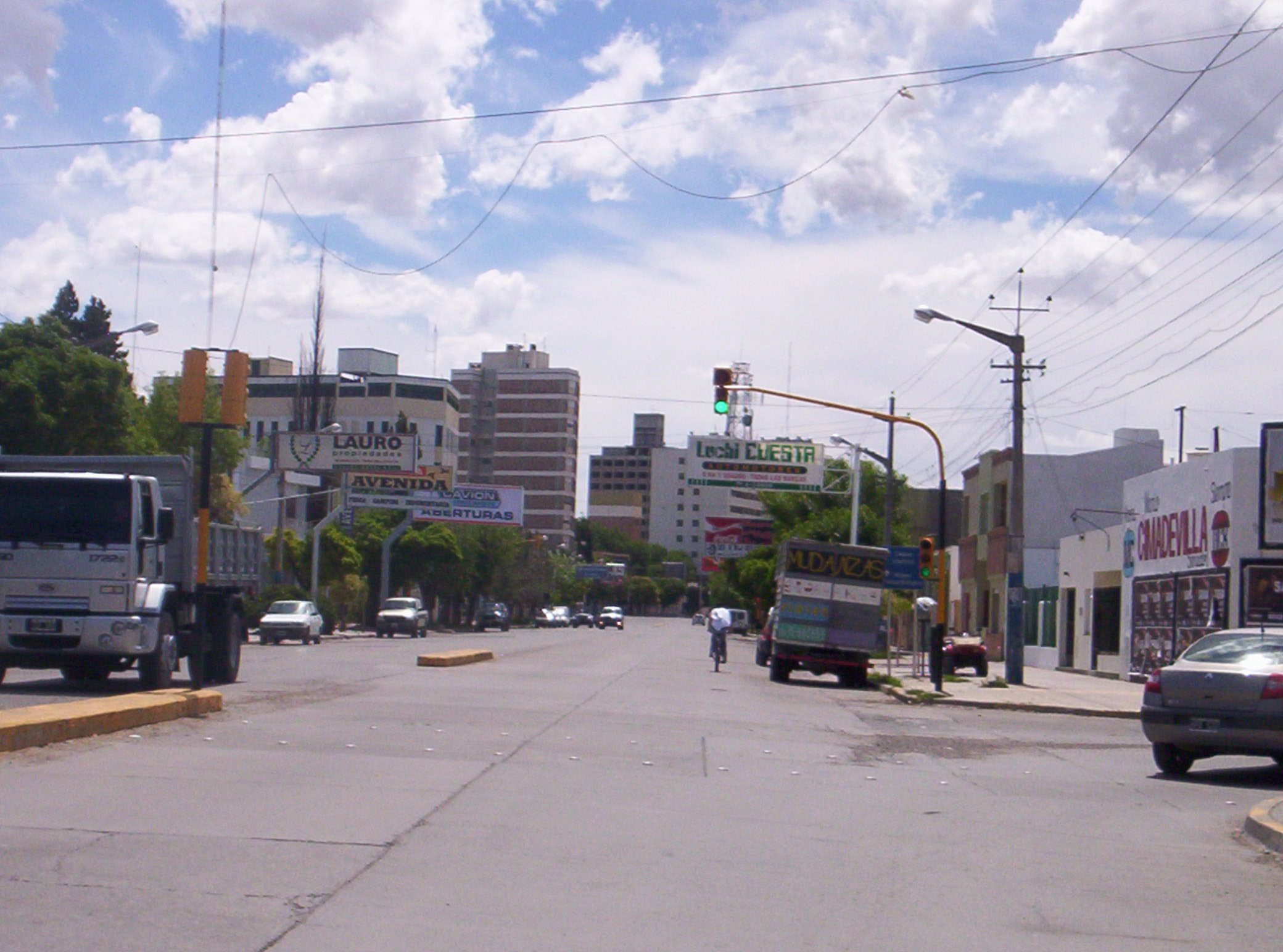
Centro de Trelew

La ciudad cuenta con varios hoteles. Ellos son:
- Patagonia Suites & Apart
- Rayentray Hotel
- Hotel Centenario
- Hotel Libertador
- Hotel Rivadavia
- Hotel Turing Club
- City Hotel
- Hotel Galicia
- Hotel Provincia
- entre otros

### Turismo

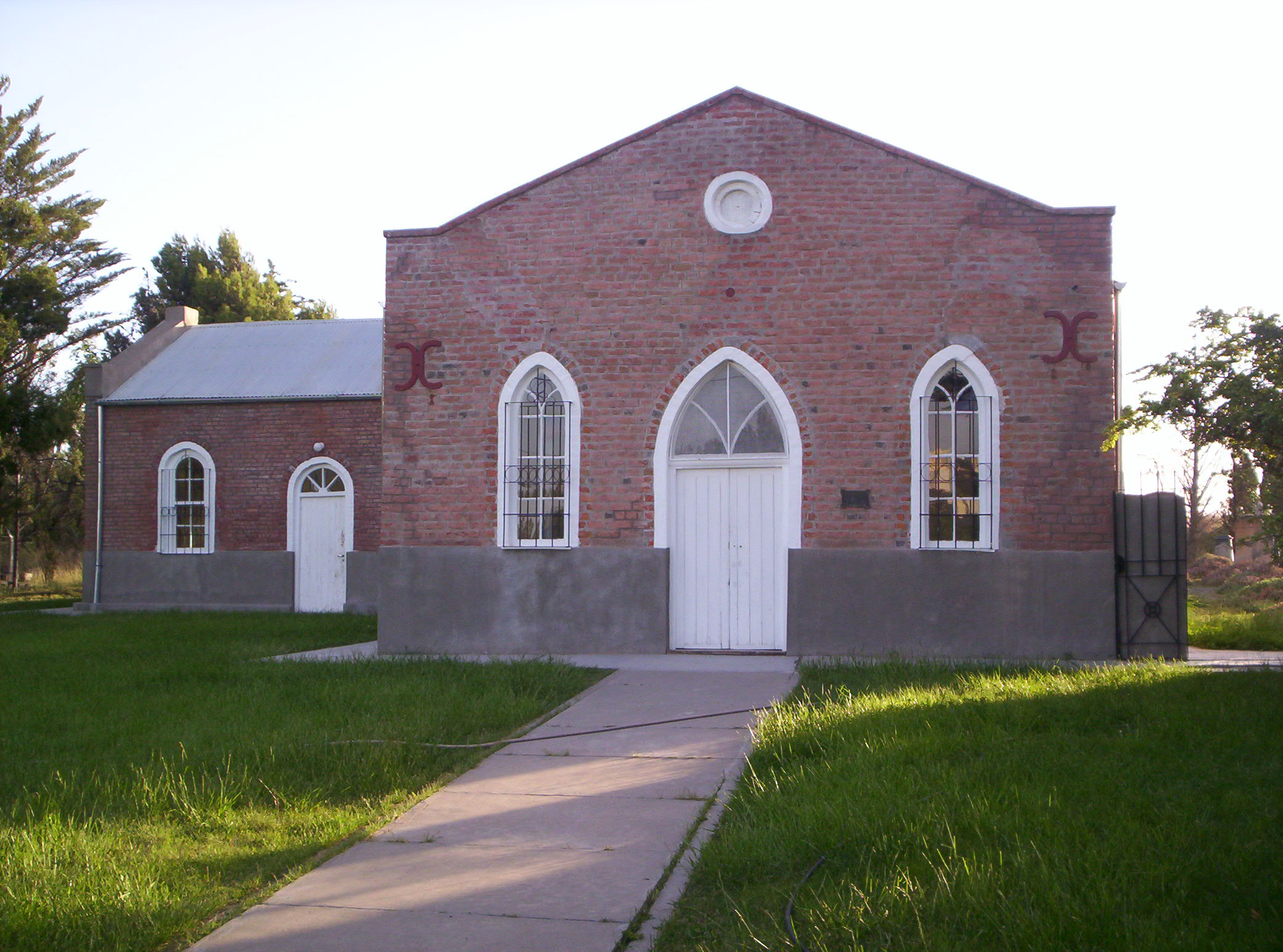
Capilla Moriah

La ciudad se consagra como centro turístico de distribución, por su ubicación geográfica, ya que conecta la costa con la cordillera. La cantidad de turistas que llegan a Trelew llega a las 80 000 personas anualmente, tanto de Argentina como del Mundo. El crecimiento del turismo ha crecido 199 % desde el 2002, durante el período del 2007/2008 la ciudad fue visitada por: 24 % de turistas extranjeros, 46 % de turistas nacionales y 30 % de turistas provinciales.

La temporada turística de la ciudad va desde septiembre hasta marzo, en donde se registran el 70 % de los ingresos anuales en turismo.

## Religión
En Argentina, la religión oficial es la Iglesia católica, particularmente Trelew al tener una fuerte corriente inmigración de diferentes partes del mundo al igual que gran parte del territorio de la Patagonia, el credo de la población es más heterogéneo, al ser una colonia galesa también hay una fuerte presencia protestante, encontrándose dentro del departamento de Rawson una gran cantidad de Capillas, algunas de ellas son: Capilla Moriah, Capilla Tabernacl, Capilla Bethlehem (en Treorky) y Capilla Nazareth (en Drofa Dulog). Solo hay hay tres parroquias católicas: la iglesia de María Auxiliadora, la iglesia de San Pedro y San Pablo y el santuario de Nuestra Señora de la Paz, además cuenta con las siguientes cepillas San Cayetano, Sagrado Corazón, Don Bosco, Ceferino Namucura, Inmaculada Concepción, Fátima.
También hay iglesias evangélicas, pentecostales, bautistas, metodistas, Testigos de Jehová, iglesia de los Santos de los últimos Días etc. 

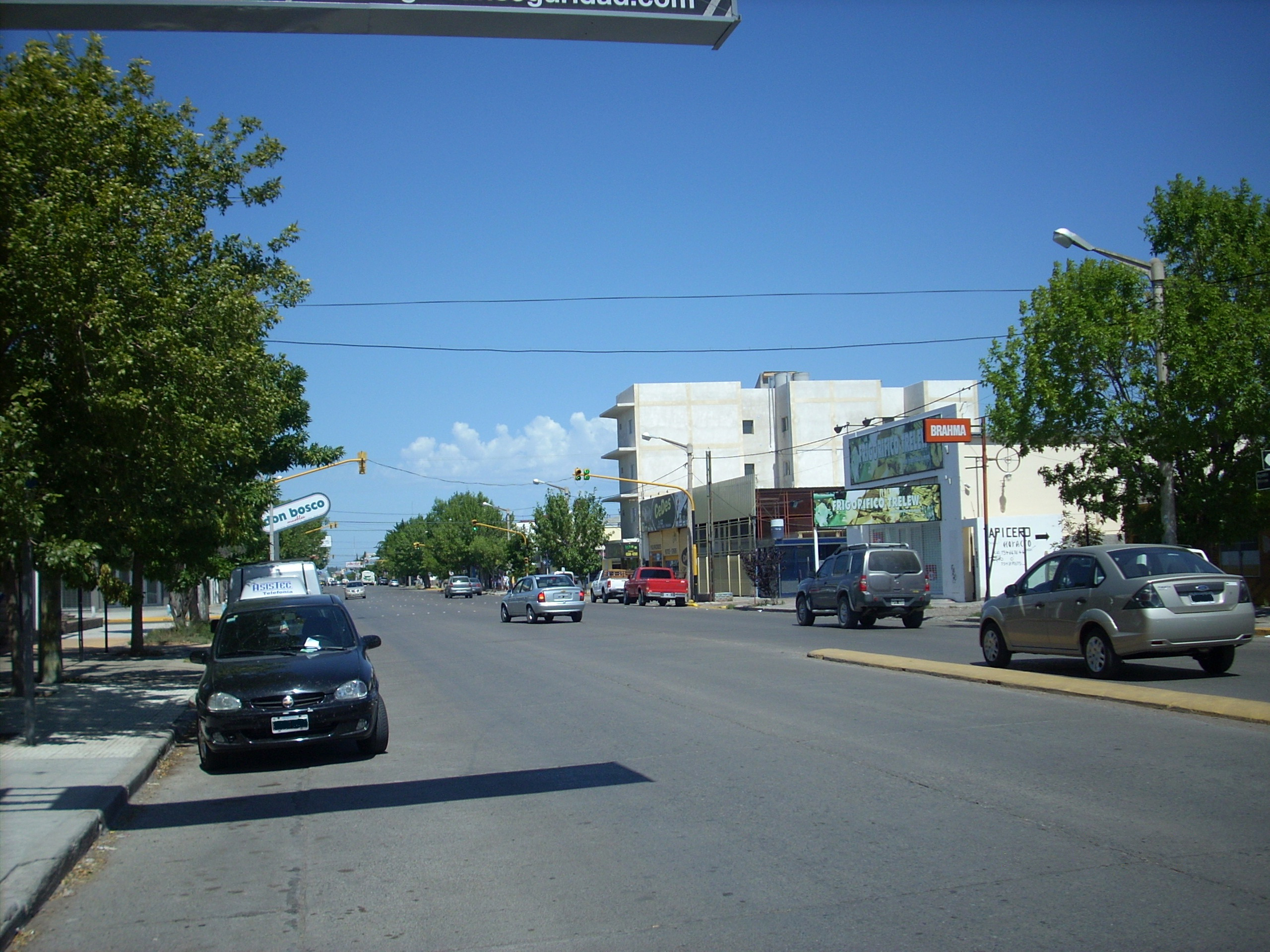
Avenida Yrigoyen

## Transportes

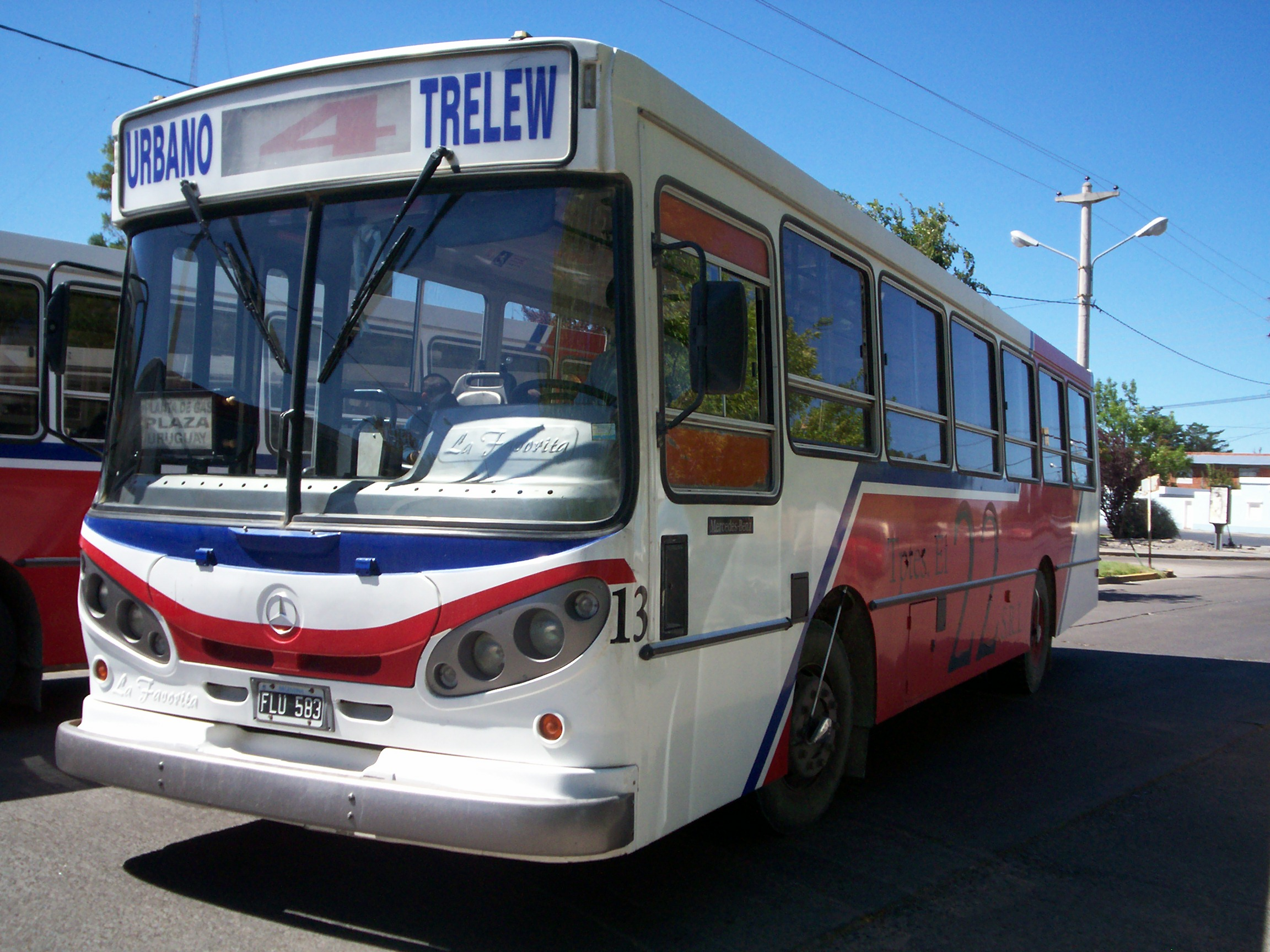
Colectivo de la línea 4 (Trelew).

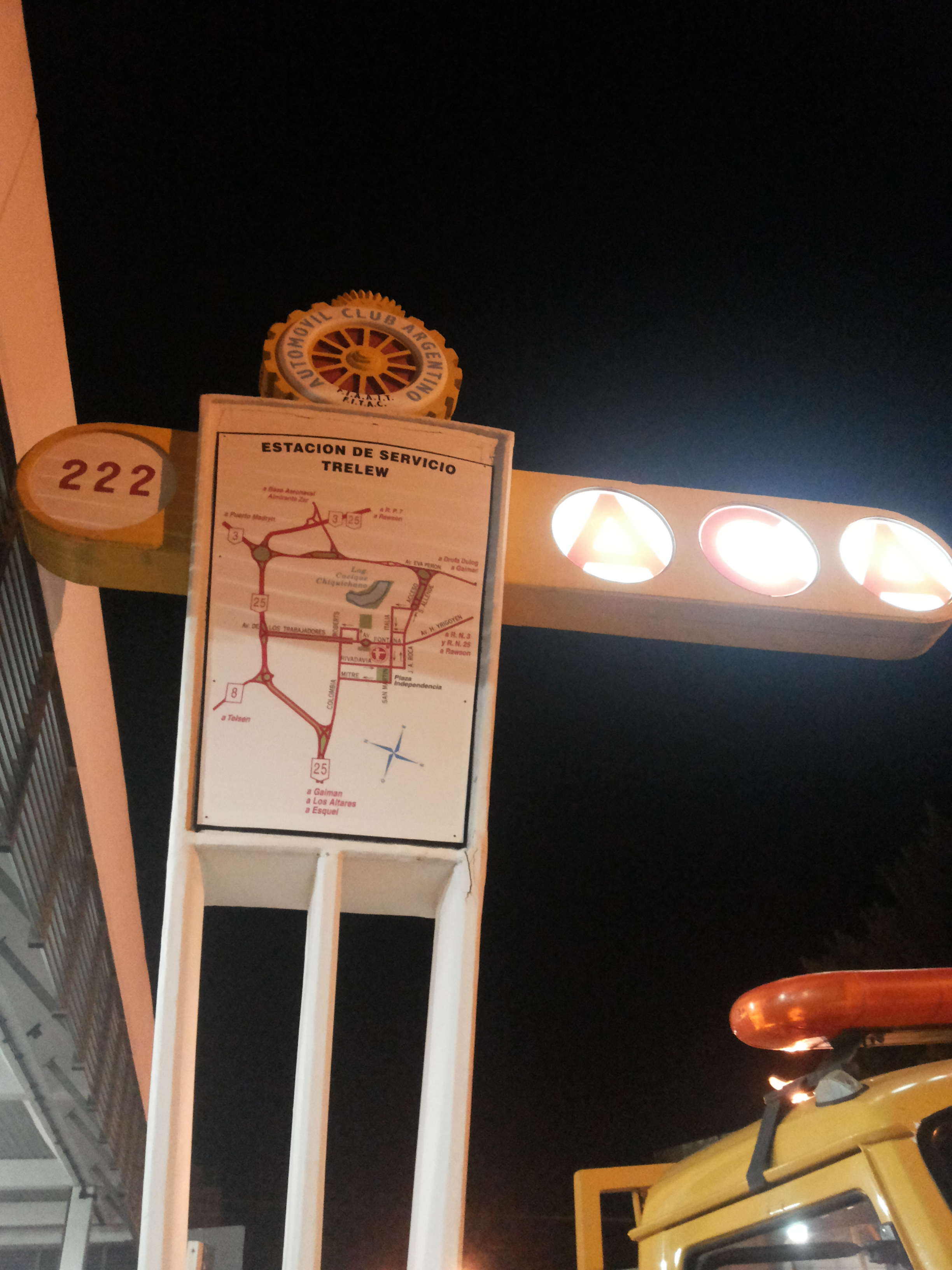
Estación ACA Trelew.

Las principales vías de acceso terrestre son la Ruta Nacional 3 y la Ruta Nacional 25.
- Aeropuerto Almirante Marcos A. Zar - Base Aeronaval Almirante Zar

La ciudad de Trelew posee el único aeropuerto de la zona con características que le posibilitan operar de manera internacional. Este aeropuerto cumple con todas las normativas y medidas necesarias para que los despegues y aterrizajes sean seguros y sin inconvenientes. La variedad de frecuencias aéreas permiten tanto el tráfico hacia Buenos Aires como hacia otros centros turísticos del sur del país como El Calafate y Ushuaia.
El aeropuerto es el más importante del norte chubutense con un flujo de 230 000 pasajeros por año (arribados y salidos). Dadas las condiciones climáticas reinantes y el mismo es operable el 98 % del año. Sus medidas de seguridad y la falta de obstáculos geográficos en el aérea de emplazamiento lo transforma en un aeropuerto alternativo para aeronaves con emergencias en vuelo.

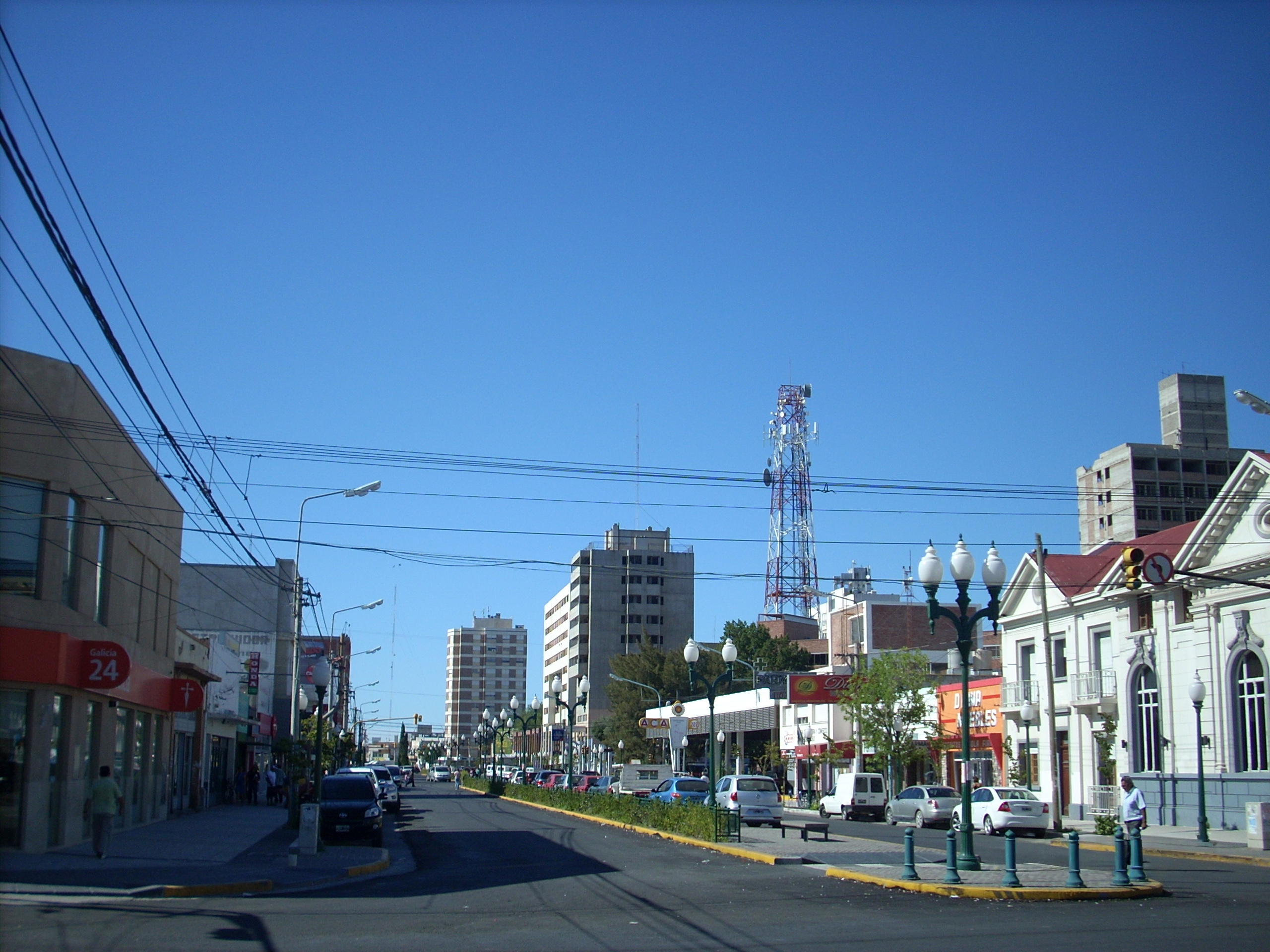
Vista de la avenida Gdor. Fontana, mítico recorrido que atraviesa el microcentro trelewense

Sus vuelos van hacia Buenos Aires, Comodoro Rivadavia, El Calafate y Ushuaia. Las aerolíneas que operan son Aerolíneas Argentinas, Austral, LADE y FlyBondi.
- Terminal de ómnibus Ciudad de Trelew

Numerosas empresas de transporte terrestre de larga y corta distancia operan desde la Terminal de Ómnibus de la ciudad de Trelew, posibilitando la llegada y la conexión hacia otras ciudades principales o puntos de interés turístico.
- Transporte urbano e interurbano.

La empresa El 22 SRL. cuenta con 5 líneas que recorren la ciudad. También hay empresas como 28 de Julio SRL. Rawson SRL. y Bahía SRL. que conectan a la ciudad con Rawson, Playa Unión y otras ciudades del valle.
- Alquileres de automóviles.

La mayoría de estas empresas tienen su oficina en el aeropuerto.
- Principales avenidas, ellas son:
  - Av. Gdor. Fontana
  - Av. Hipólito Yrigoyen
  - Av. Lewis Jones
  - Av. Eva Perón
  - Av. La Plata
  - Av. de los Trabajadores

La mayoría forma parte de extensiones de rutas y, por lo general, son muy transitadas por una gran cantidad de flota vehicular.

## Despliegue de las Fuerzas Armadas argentinas en Trelew

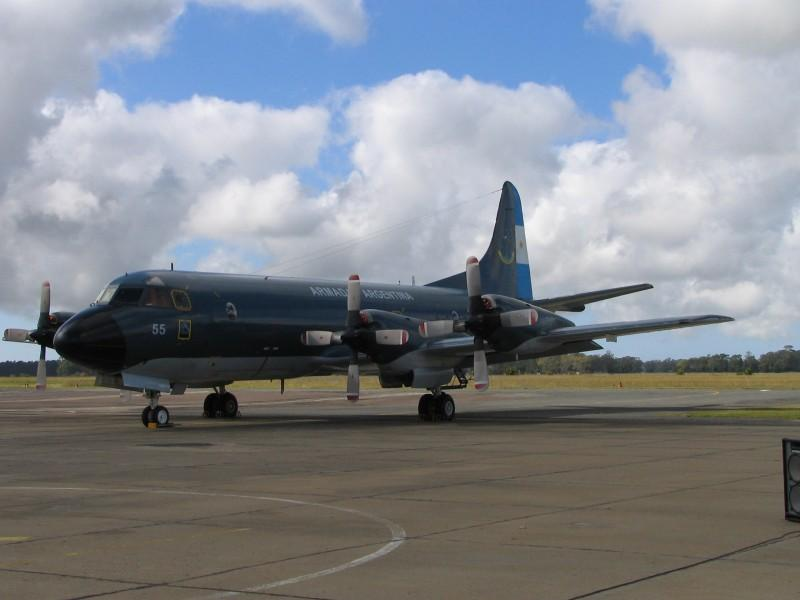
P-3 Orion de la Armada Argentina en la Base Zar.

En la Base Aeronaval Almirante Zar se encuentra destacada la Fuerza Naval N.º 3 formada de acuerdo al siguiente esquema:
- Fuerza Naval N.º 3 - FAE3 - BAAZ
- Escuadra Aeronaval N.º 6 - EAN6
- Escuadrilla Aeronaval de Exploración - EA6E
- Lockheed P-3 Orion
- Escuadrilla Aeronaval de Vigilancia Marítima - EA6V
- Beechcraft B200 Cormorán
- 2.º Escuadrilla Aeronaval de Sostén Logístico Móvil - EA52
- Fokker F-28 Mk.3000C Fellowship.

## Servicios públicos urbanos
- Agua potable, cloacas, electricidad: Cooperativa de Consumo y Vivienda Ltda. de Trelew.
- Gas natural: Camuzzi Gas del Sur
- Telefonía, Internet: Trelew TV, Telefónica de Argentina.
- Telefonía celular: Movistar, Claro y Personal.

La ciudad cuenta con dos plantas potabilizadoras, la segunda de ellas inaugurada en 2014, por el crecimiento de la ciudad. Al norte de Trelew, también se encuentra la planta potabilizadora de Puerto Madryn.

### Salud
- Hospital Zonal Trelew
- CEMIT
- Clínica del Valle
- Centro Cardiológico Trelew
- Centro Médico Gaiman
- Centro Materno-Infantil
- Centro Oftalmológico Trelew
- Además cada barrio cuenta con un centro de salud.
- Cuerpo de Evacuación y Primeros Auxilios
- Sanatorio Trelew
- Clínica San Miguel

### Policía y bomberos
La ciudad cuenta con 2 estaciones de bomberos ubicadas en el sector oeste y sur de la ciudad, la policía se organiza en 1 Unidad Regional distribuida en 4 comisarías, 1 subcomisaría, 1 comisaría de la mujer, Área de búsqueda de personas, criminalística, policía comunitaria, brigada de explosivos, policía montada, unidad canina, unidad motorizada, grupos de choque, brigada de investigaciones criminal además cuenta con 2 centros de detención y una penitenciaría de máxima seguridad.

### Poder judicial
La ciudad Cuenta con un tribunal de faltas en la órbita municipal. Además cuenta con juzgados penal y correccional, civil y Comercial, laboral y Fde familia. Cuenta también con el ministerio público fiscal y las correspondientes defensorías públicas.

## Medios de comunicación locales

### Televisión
- Canal 3
- Canal 12[46]
- Canal 2[47]

Disponibilidad:
- Supercanal
- DirecTV
- Flux[46]

### Diarios de Trelew y alrededores
- Diario El Chubut - Sitio del diario
- Diario Jornada - Sitio del diario
- Y Drafod: periódico que data de 1891, editado en galés y castellano.
- El Diario de Trelew
- Agencia Diario Crónica (Comodoro Rivadavia).
- Agencia Diario Patagónico

### Radios
- Radios FM: (37).
  - 88.7 MHz -
  - 89.3 MHz - Manantial de Vida
  - 90.1 MHz - El Chubut
  - 90.5 MHz - Radio Mix
  - 90.7 MHz - Del Valle
  - 91.1 MHz - Radio 10 (Capital Federal).
  - 91.5 MHz - Cadena Tiempo
  - 91.9 MHz - Ventus - La urbana
  - 92.3 MHz - Maracas
  - 92.7 MHz - Radio Nueva Vida
  - 93.9 MHz - Patagonia
  - 94.3 MHz - Cadena 3 (Córdoba).
  - 94.7 MHz - Red Aleluya Trelew
  - 95.1 MHz - Crazy
  - 95.7 MHz - Galaxia
  - 96.3 MHz - Clave 96
  - 96.9 MHz - Noticias - Radio Mitre (Capital Federal).
  - 97.1 MHz - siglo XXI
  - 97.5 MHz - Macro Radio - AM Del Plata (Capital Federal).
  - 97.9 MHz - Cielo
  - 98.3 MHz - Mega 98.3 (Capital Federal).
  - 98.9 MHz - Nuevas de Paz
  - 99.3 MHz - Horizonte
  - 99.9 MHz - Del Sol
  - 100.3 MHz - Impacto
  - 100.9 MHz - Potencia
  - 101.5 MHz - Eich
  - 102.1 MHz - Armonía
  - 102.3 MHz - Suite
  - 103.1 MHz - FM del Valle
  - 103.5 MHz - FM Kaizen
  - 103.9 MHz - Onda FM
  - 104.9 MHz - Flux FM
  - 105.3 MHz - Pop
  - 105.5 MHz - Convivencia
  - 105.7 MHz - Libertad (Música Góspel).
  - 106.1 MHz - Nueva Era
  - 106.5 MHz - Equis
  - 106.9 MHz - Latina
  - 107.3 MHz -
  - 107.7 MHz - Antuen - Radio Vale (Capital Federal).
- Radios AM: (2).
  - 580 kHz - LU20 Chubut
  - 780 kHz - LRF210 Radio 3 Cadena Patagonia
  - 560 kHz - LRA9 Radio Nacional Esquel

## Ciudades hermanas
- Covillana, Portugal.
- Albidona, Italia.
- Caernarfon, Gales.[48]
- Además, Trelew pertenece a las Mercociudades.

## Personas destacadas
- Omar Andrés Narváez, boxeador.
- Juan Ignacio Antonio, futbolista.
- Lucas Matthysse, boxeador.
- Gustavo Martin Caamaño, futbolista.
- Matías Jara, futbolista.
- Franco Niell, futbolista.
- Daniel Pérez, exfutbolista.
- Valentina Bassi, actriz.
- Pablo Morant, futbolista y director técnico criado en Trelew.
- Sara Hebe, compositora, cantante.
- Matías Contreras, Barbero, Cofundador del Point.

## Distancias desde la ciudad de Trelew
- Buenos Aires, 1451 km
- Rawson, 17 km
- Punta Tombo, 107 km
- Gaiman, 18 km
- Dolavon, 37 km
- Veintiocho de Julio, 53 km
- Dique Florentino Ameghino, 127 km
- Las Plumas, 181 km
- Los Altares, 298 km
- Paso de Indios, 357 km
- Esquel, 621 km
- El Bolsón, 750 km
- San Carlos de Bariloche, 860 km
- Garayalde, 214 km
- Camarones, 286 km
- Comodoro Rivadavia, 390 km
- Puerto Madryn, 62 km
- Puerto Pirámides, 133 km
- Sierra Grande, 203 km
- Las Grutas, 323 km

## Parroquias de la Iglesia católica en Trelew
| Diócesis       | Rawson                                          |
| -------------- | ----------------------------------------------- |
| Catedral       | María Auxiliadora                               |
| Parroquias     | Nuestra Señora de la Paz, San Pedro y San Pablo |
| Cuasiparroquia | Nuestra Señora de Guadalupe                     |